# Piramide di Cheope
La Piramide di Cheope è la più antica e più grande delle tre piramidi principali della necropoli di Giza. È la più antica delle sette meraviglie del mondo antico nonché l'unica arrivata ai giorni nostri. È costituita da almeno 2 300 000 blocchi, ciascuno mediamente del peso di circa 2,5 tonnellate e, secondo gli egittologi, fu edificata in un lasso di tempo tra i 15 e i 30 anni.
Gli egittologi ritengono che la piramide sia stata costruita come sepolcro del faraone Cheope, regnante della IV dinastia intorno al 2560 a.C. In un'ipotesi piuttosto accreditata, ne viene ritenuto ideatore l'architetto reale Hemiunu.

## Descrizione
Al momento della costruzione, la Grande Piramide aveva un'altezza di 146,6 m, ridotta ai 138,8 attuali a causa dei fenomeni atmosferici. Per oltre 3 800 anni è stata la più alta struttura artificiale del mondo, fino a quando, intorno al 1300, venne eretta la guglia centrale della cattedrale di Lincoln, in Inghilterra.
In origine, la piramide era ricoperta da un rivestimento di calcare bianco con superficie esterna liscia; tuttavia, a causa di un terremoto avvenuto nel XIV secolo tale copertura si sgretolò e venne in seguito adoperata per la costruzione di edifici nella città de Il Cairo. Solo alcune pietre del rivestimento sono tuttora visibili attorno alla base.
La maggior parte della piramide, sia nella parte visibile all'esterno che nelle strutture interne, è composta di pietre calcaree, grossolanamente sbozzate nelle parti esterne oggi visibili mentre nelle parti a vista dell'interno sono tagliate con grande accuratezza (spesso millimetrica) ed altrettanto sapientemente posizionate secondo la tecnica dell'aggetto. Tuttavia è stato adoperato anche il granito, come nel rivestimento della cosiddetta "camera del re" e nella struttura del presunto sarcofago che si trova al suo interno.
Nella Grande Piramide sono state scoperte tre camere: la più bassa, detta camera ipogea, si trova sottoterra,  scolpita nella viva roccia su cui la piramide è stata costruita e appare incompiuta; più in alto si trovano, nell'ordine, la cosiddetta camera della Regina e ancora più in alto la cosiddetta camera del Re. Il complesso originariamente comprendeva due templi mortuari in onore di Cheope (uno in prossimità della piramide e uno vicino al Nilo), tre piramidi più piccole, dette secondarie (per le regine di Cheope), una più piccola piramide satellite, una strada rialzata (detta rampa processionale, per collegare i due templi) e piccole mastabe, per i nobili.
All'interno della Grande Piramide non è stato trovato né il feretro né il corredo funerario (fatto questo di per sé non sorprendente, poiché quasi tutte le sepolture reali dell'antico Egitto sono state saccheggiate dai tombaroli già nell'antichità) tuttavia questo elemento unito alla mancanza di decorazioni o geroglifici nei vani interni e alle gigantesche dimensioni dell'opera, ha fatto nascere un vasto dibattito con un certo numero di teorie, non accreditate dalla maggior parte della comunità scientifica archeologica, sul fatto che le piramidi non avessero la funzione di tombe. Questa ipotesi è basata su quanto detto sopra (cioè sul fatto che non è stato ritrovato all'interno alcun segno che faccia pensare ad una sepoltura, né spoglie né iscrizioni sulle pareti), constatazione materiale che a sua volta è rafforzata dal fatto che è unanime presso gli studiosi la convinzione che gli uomini del califfo Al-Maʾmūn sono stati i primi ad entrare (era l'820 d.C.) negli ambienti interni della Piramide. Tali uomini infatti aprirono una breccia nella parete nord della piramide, leggermente ad ovest e più in basso dell'entrata originaria, che è stata portata alla luce solo in epoca moderna a seguito di scavi nella parete: essa era infatti abbondantemente nascosta, e non vi sono testimonianze che la sua copertura fosse una toppa rifatta sopra dopo precedenti ipotetiche apertura della breccia. Inoltre, è ancor più certo che gli stessi uomini del califfo furono i primi a riuscire ad entrare nei cunicoli e gallerie che portano alle camere (cosiddette) "del Re" e "della Regina", cunicoli e gallerie i cui accessi furono chiusi da invalicabili sistemi di lastre di granito che sono ancora sul posto: gli uomini del califfo riuscirono fortunosamente a superare questi sbarramenti, sfondando tetti e pavimenti dei vari corridoi, cosa che non è riscontrata essere stata fatta in altri punti prima di essi.
Nelle immediate vicinanze della piramide ci sono ben sette fosse per barche sacre di cui una è stata ricostruita ed è visibile nell'apposita struttura.
La piramide è provvista di un cortile, di un luogo di culto a nord, di un tempio funerario, di una rampa processionale e di un tempio a valle. Ci sono, inoltre, annesse alla piramide principale di Cheope, anche tre piramidi secondarie dedicate a tre sue regine e una piramide satellite scoperta nel 1999.

## Storia

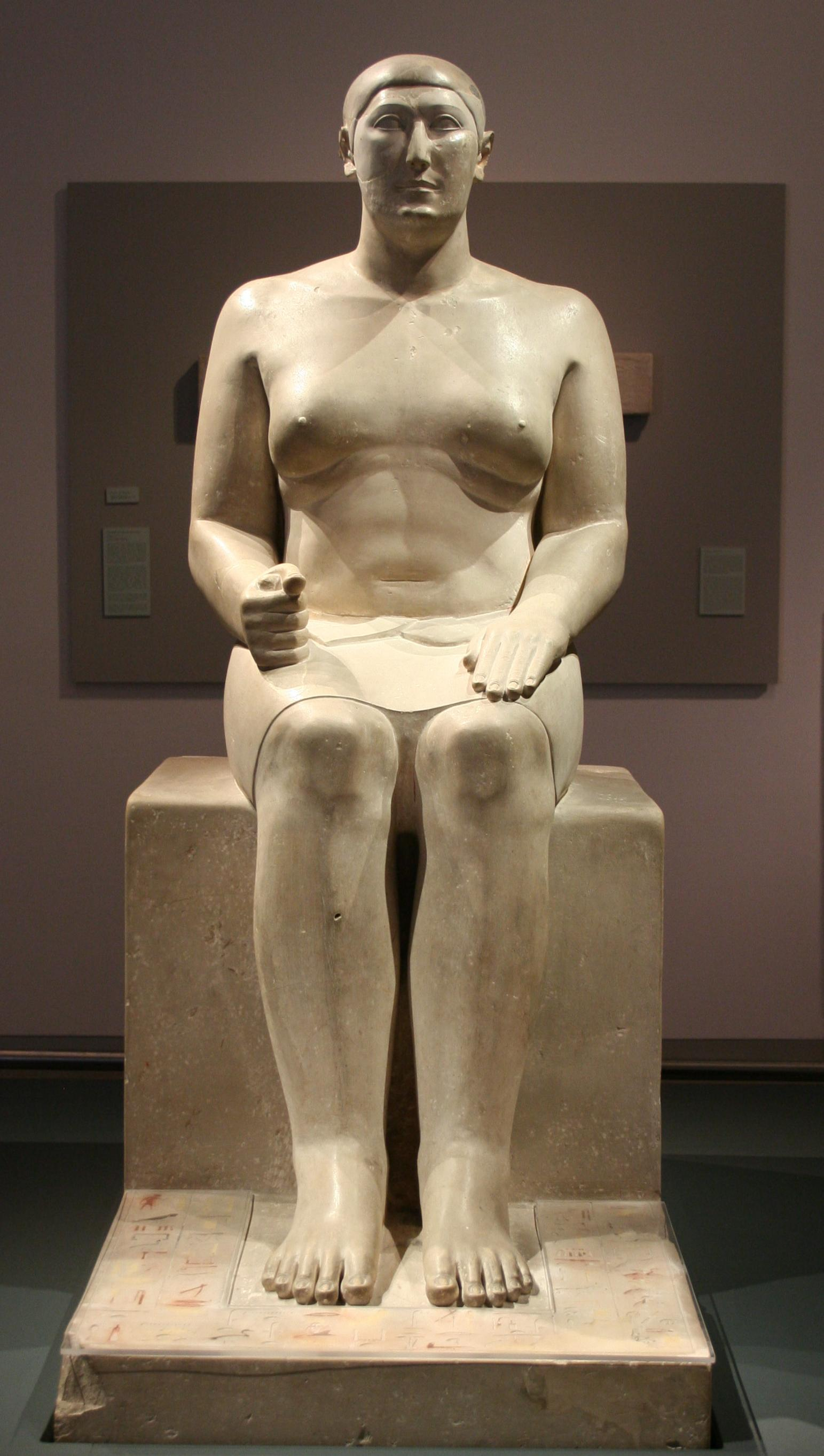
Statua dell'architetto Hemiunu

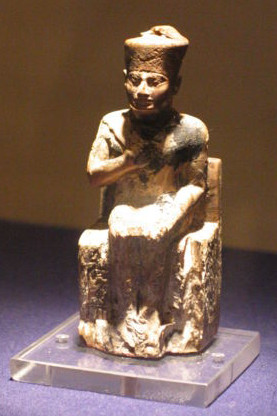
Statua del faraone Cheope

### Costruzione
La Grande Piramide, secondo gli egittologi, è stata realizzata nel XXVI secolo a.C. e si crede che sia stata progettata da Hemiunu, un sacerdote e alto funzionario egizio. Non tutti concordano sulla data precisa di conclusione dei lavori, a causa di problemi di completezza e interpretazione dei Libri dei Re, le antiche cronologie dei regnanti in Egitto, ma la più probabile è intorno al 2560 a.C.
La datazione al radiocarbonio effettuata nel 2020 all'Universita di Aberdeen, di un cuneo di legno di cedro ritrovato alla base della "Camera della Regina", risale al 3341 a.C. confuterebbe la data comunemente indicata e anticipando la costruzione della piramide di almeno 5-7 secoli, rendendo impossibile la sua edificazione da parte del noto faraone a cui è attribuita, e non permette neppure di attribuirla ai suoi predecessori, facendola risalire addirittura ad un'età antecedente l'Antico Regno e precedente persino al periodo Periodo Protodinastico (che inizia dal 3100 a.C. circa), lasciando la questione della datazione molto aperta.
Nonostante l'incongruenza con la datazione determinata dall'esame al C-14, l'assenza di fonti certe e altre opere che si possano dimostrare coeve e la mancanza del feretro, la piramide è generalmente attribuita al faraone Cheope (nome ellenizzato di Khufu) ed è affiancata dalla Piramide di Chefren, suo successore, dalla Grande Sfinge e dalla Piramide di Micerino, successore di Chefren.

### Età Antica
Erodoto di Alicarnasso fu il primo studioso di cui si abbia notizia a raccogliere informazioni sul monumento dai sacerdoti egizi suoi contemporanei, per poi riportarli nelle sue Storie e in particolare nel secondo libro, in cui descrive la Piramide di Cheope e la vita del faraone che la fece costruire.

### Medioevo

#### Oblio

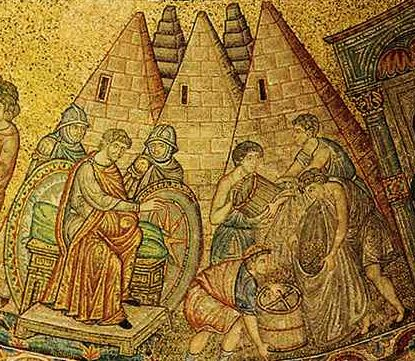
Giuseppe in Egitto. Sullo sfondo le piramidi rappresentate come granai (cupola nord del transetto della Basilica di San Marco di Venezia)

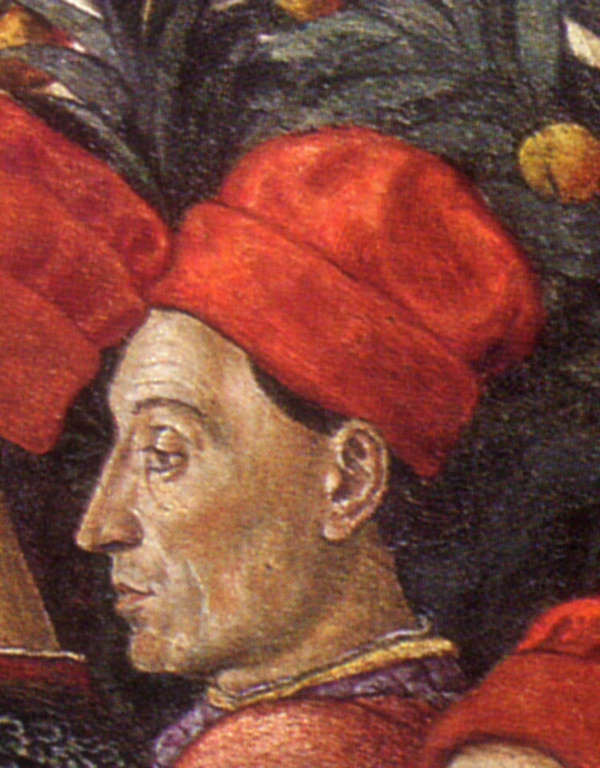
Ciriaco d'Ancona, l'umanista e viaggiatore del XV secolo che identificò la reale natura della Piramide di Cheope (ritratto di Benozzo Gozzoli)

Nel Medioevo, si era persa la cognizione della reale natura della Piramide di Cheope, che con quella di Chefren e quella di Micerino si credeva che fosse uno dei "granai di Giuseppe", ossia i magazzini ove il patriarca aveva accumulato il grano necessario per superare il periodo di carestia che aveva previsto. Questa convinzione era basata su un'errata interpretazione di una passo della Genesi (41:47-8), e fu favorita dalla falsa etimologia del termine "piramide", fatto derivare dal greco πυρός (pyros, grano). 
Al tempo della dominazione bizantina sull'Egitto, con la perdita della lingua egizia, venne rafforzata l'interpretazione dei monumenti come granai. Per questo motivo erano una delle tappe dei pellegrinaggi europei in Egitto.
Con la conquista islamica nel 649 le cose non cambiarono. Nell'anno 820 d.C. il settimo califfo abbaside al-Maʾmūn, intenzionato a saccheggiarla, riuscì ad entrarvi scavandovi una galleria, ma trovò la piramide già vuota. Lo storico islamico al-Maqrizi (1364-1442), raccolse un certo numero di scritti islamici e copti, che quasi unanimemente riportavano l'informazione del nuovo accesso alla piramide creato dal califfo al-Maʾmūn. Sembra che Al-Maqrizi fosse a conoscenza del fatto che le piramidi non erano granai, ma tombe. L'assenza di tesori da depredare contribuì a far perdere interesse nella Piramide e dalla fine del XIV secolo essa fu sostanzialmente trasformata in cava.
Anche lo storico, filosofo e geografo arabo del X secolo al-Mas'udi riportò nella sua opera Akhbār al-zamān il nuovo accesso di al-Ma'mun; le sue descrizioni sono comunque alternate a fantasiosi abbellimenti. Le prime descrizioni dell'interno della piramide di Cheope apparvero dalla prima metà dell'XI secolo, ad opera del medico Ali ibn Ridwan e all'inizio del XII secolo dallo scrittore arabo Muhammad al-Kaisi.
Il viaggiatore arabo 'Abd al-Latif al-Baghdadi (1163-1231) quando visitò l'Egitto si meravigliò dell'ingegno dei costruttori delle piramidi. Descrisse anche come un esercito di lavoratori del sovrano al-Malik al-Aziz Uthman tentò, senza successo, di rimuovere le pietre di rivestimento della Piramide di Micerino, e che le pietre di rivestimento di alcune piramidi erano state utilizzate come materiale da costruzione nella città di Giza. Al-Latif fece anche riferimento a varie iscrizioni sui rivestimenti delle due grandi piramidi e descrisse la precisione con la quale erano state poste le pietre di calcare. Molto interessanti le sue descrizioni del sistema camerale della piramide di Cheope, dove si fa riferimento anche ai condotti di ventilazione nella camera superiore. Continuarono poi, per diversi secoli, lavori di sottrazione dei blocchi del rivestimento delle due grandi piramidi di Giza.
Nel 1335 il monaco tedesco Guglielmo di Boldensele aveva visitato le piramidi di Giza e avendo visto anche l'assenza di grandi spazi all'interno della Grande Piramide, respinse l'idea del granaio. A quel tempo, i rivestimenti esterni nella parte inferiore della piramide dovevano essere ancora intatti; probabilmente furono rimossi su vasta scala sotto il sultano mamelucco An-Nasir Hasan (1347-1362) per costruire la moschea del Cairo.

#### Riscoperta

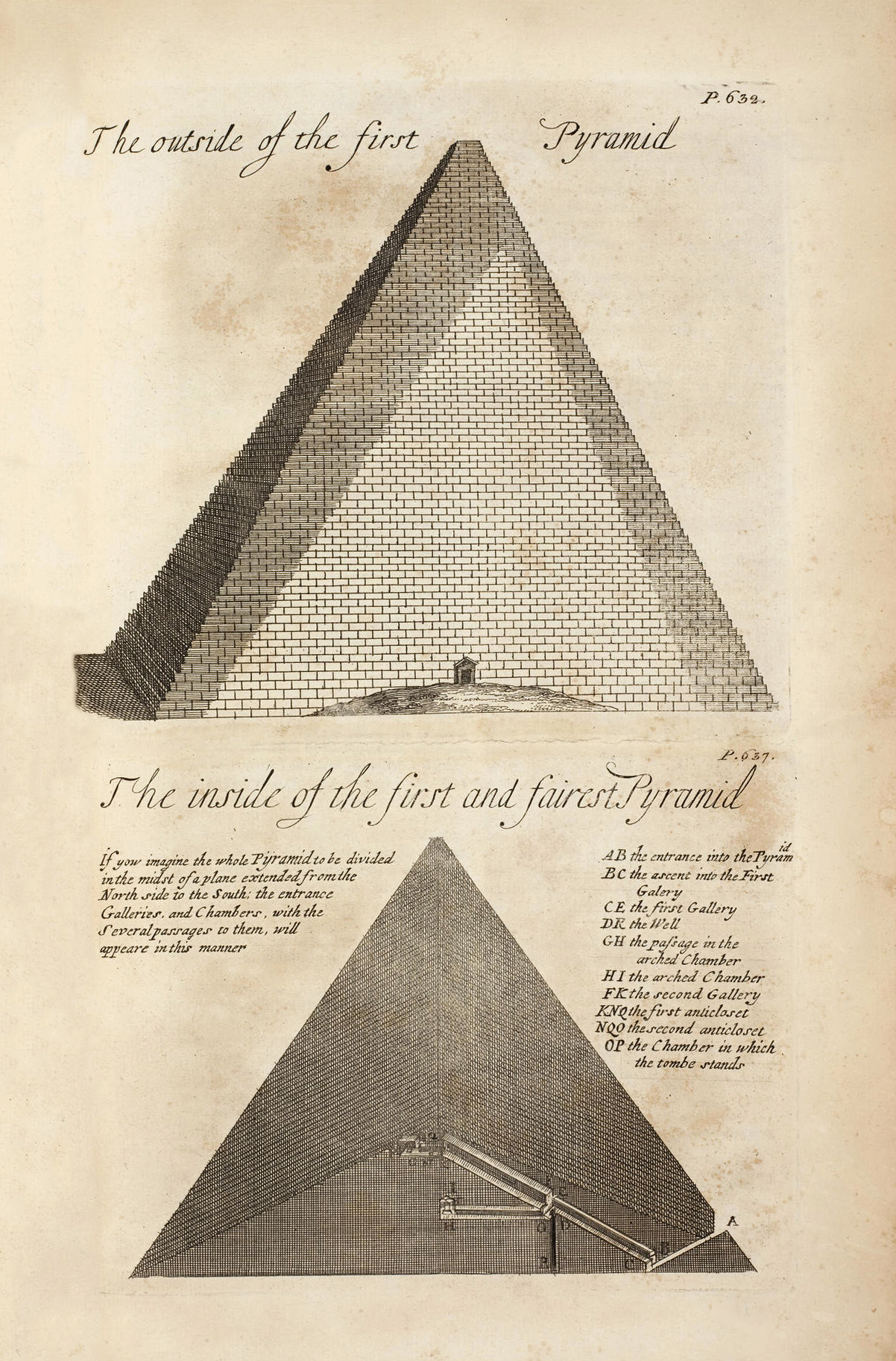
Lo schema della Grande Piramide nell'edizione del 1752 della Pyramidographia di John Greaves

Nel periodo dell'Umanesimo nacque un nuovo interesse per il mondo antico, che veniva riscoperto soprattutto grazie allo studio dei testi degli autori classici; Ciriaco d'Ancona, il padre dell'archeologia, si distinse dagli altri umanisti perché affiancava lo studio degli antichi testi alla ricerca delle testimonianze materiali, come statue, epigrafi e monumenti, riportandone notizie nei suoi diari di viaggio (i Commentarii) e nelle sue lettere. Per questo motivo, nel 1436, si recò in Egitto e raggiunse l'altipiano di Giza dopo aver navigato sul Nilo; confrontando ciò che vedeva con la lettura del secondo libro delle Storie di Erodoto, riscoprì la vera natura delle piramidi.
Ciriaco d'Ancona smentì così definitivamente la falsa identificazione della Piramide di Cheope con uno dei granai di Giuseppe e lasciò vari disegni del monumento e una relazione, riportata nei suoi Commentarii.  Grazie ai suoi numerosi viaggi in Grecia ed in Asia Minore, poté testimoniare inoltre che le piramidi di Giza erano l'unica delle sette meraviglie del mondo ad essere sopravvissuta nei secoli. Attraverso gli scritti di Ciriaco, queste notizie si diffusero prima negli ambienti umanistici italiani e poi tra gli studiosi europei.

### Età Moderna
Nel 1646 John Greaves ne parla nella sua Pyramidographia, (considerata il primo tentativo di un lavoro egittologico). Greaves scalò la piramide di Cheope, ne misurò i blocchi, ne visitò l'interno e ne disegnò uno schema di notevole precisione per la sua epoca.
Dalla metà del XVIII secolo la Piramide di Cheope divenne meta di esploratori occidentali in cerca di emozioni, ma dopo le guerre napoleoniche (1799-1801) le notizie riportate dall'esercito francese fecero nascere un enorme interesse anche a livello popolare, creando quella che fu detta "egittomania"  europea e di conseguenza iniziarono campagne sistematiche di studio da parte degli archeologi europei.
Il diplomatico inglese Nathaniel Davison entrò nel 1765 nella camera superiore e scoprì la camera di scarico più bassa, quella immediatamente al di sopra della camera superiore, alla quale viene comunemente dato il suo nome.
Quando l'Egitto riuscì ad ottenere l'indipendenza, il controllo del sito è passato in mano dello stato egiziano, che ne regolò i permessi di scavo e studio pur collaborando con enti e organizzazioni private estere.

### Età Contemporanea

#### XIX secolo
Un contributo scientifico allo studio delle piramidi fu un effetto della campagna di Napoleone in Egitto: arrivarono sul posto 150 tra filologi, naturalisti, cartografi, geodeti e disegnatori francesi, tra i quali si ricorda Edme François Jomard, il quale dedicò un capitolo della Description de l'Égypte alle piramidi. Malgrado la qualità degli studi fosse divenuta più approfondita, anche in questo periodo non mancarono teorie pseudoscientifiche che vedevano il complesso sistema di misure e proporzioni della Grande piramide come una sorta di registro delle scienze esatte.
Nel 1817 l'esploratore italiano Giovanni Battista Caviglia liberò il corridoio discendente dalle macerie e scoprì la camera ipogea scavata nella roccia, che a quanto pare era rimasta sepolta per secoli, trovando anche l'accesso al cunicolo verticale.
Nel 1837 i ricercatori britannici Richard William Howard Vyse e John Shae Perring penetrarono nelle altre quattro camere, cosiddette di scarico, al di sopra della camera di Davison, trovando diversi graffiti lasciati dai lavoratori edili, indicanti il nome Cheope, la prima testimonianza moderna che consentì l'assegnazione univoca della piramide a questo faraone. Individuarono inoltre le aperture esterne dei condotti di ventilazione della camera superiore, che ripulirono. Con gli scavi sul lato est della piramide, portarono alla luce i resti del basolato del tempio funerario. Nel vano tentativo di trovare ulteriori aperture all'interno della piramide scavarono e fecero saltare con dell'esplosivo una breccia sul lato sud.

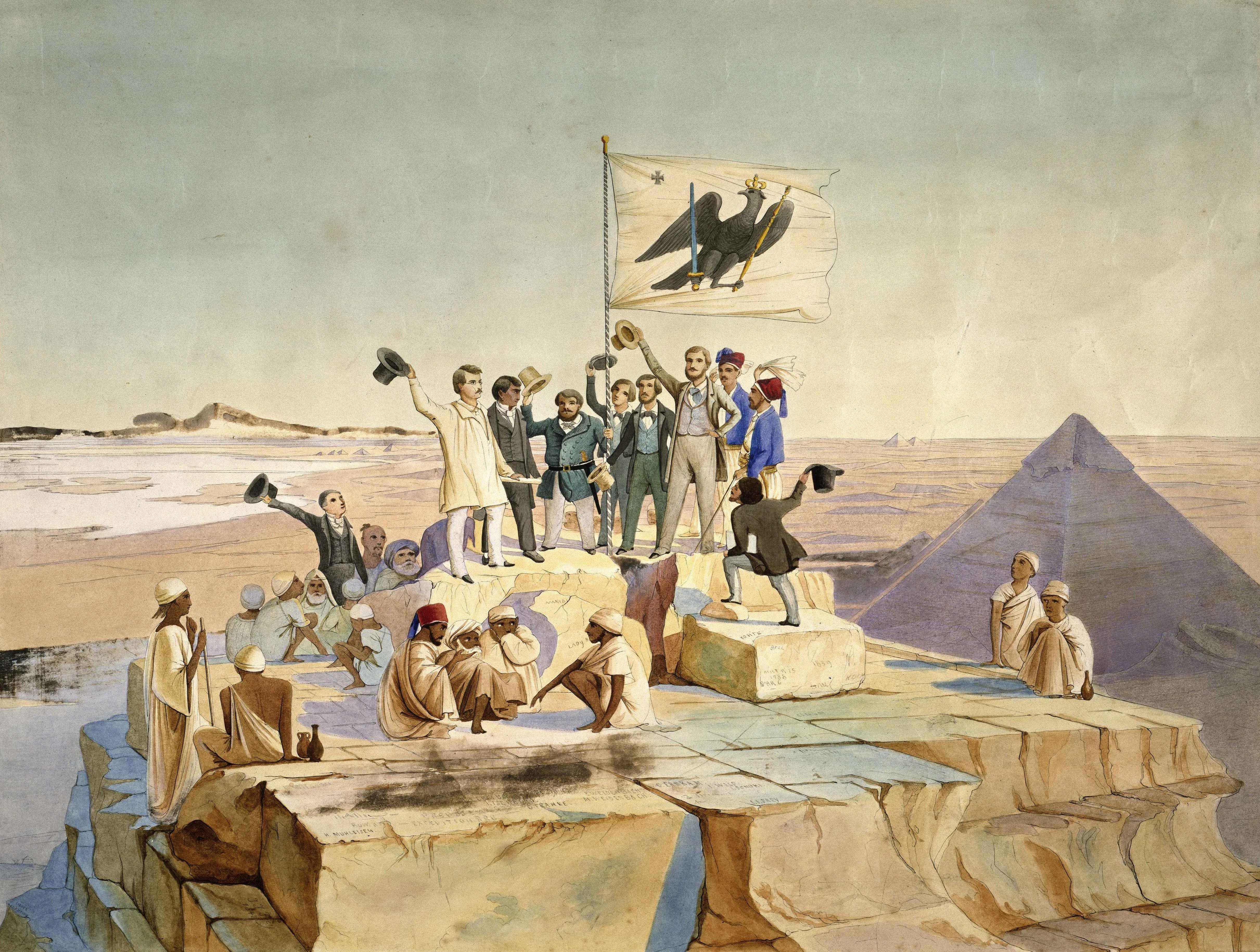
La spedizione prussiana in Egitto di Richard Lepsius celebra il compleanno di re Federico Guglielmo IV sulla sommità della piramide di Cheope il 15 ottobre 1842

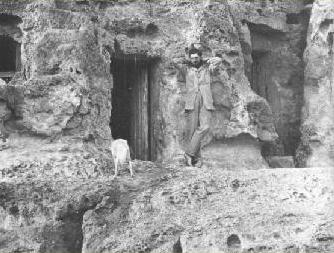
Flinders Petrie a Giza nel 1880

Anche il re di Prussia Federico Guglielmo IV inviò una spedizione in Egitto (1842-1845) sotto la direzione di Richard Lepsius, ed anche questa si occupò della piramide di Cheope. I partecipanti alla spedizione festeggiarono il compleanno del re scalando la piramide e dispiegando al suo apice la bandiera prussiana. Il compleanno del re giustificò anche l'incisione di un messaggio che elogiava il sovrano, con geroglifici egizi, su una delle travi a contrasto dell'ingresso originale.
L'astronomo inglese Charles Piazzi Smyth (1819-1900), particolarmente colpito dalle teorie di John Taylor, autore di La Grande Piramide: perché è stata costruita? e chi la costruì?, pubblicato nel 1859, derivò un complesso insieme di interrelazioni numeriche tra le varie dimensioni misurate da lui stesso sulla piramide. Misure che si rivelarono in gran parte artificiose ed arbitrarie. Taylor infatti, sulla base delle cronache dei viaggiatori e delle spedizioni in Egitto, adottò una serie di coincidenze matematiche, dichiarando che la Grande Piramide fu costruita per creare una sorta di registro delle misure della Terra e riteneva che l'architetto che aveva progettato e supervisionato la costruzione della Grande Piramide non era un egiziano, ma nientemeno che il biblico Noè. Egli sostenne che la struttura fu realizzata utilizzando un'unità di misura che battezzò pollice piramide (1/25 del cubito sacro, quasi identico al pollice inglese).
L'archeologo inglese Flinders Petrie lavorò alla necropoli di Giza dal 1880 al 1882 e misurò con strumenti topografici parzialmente auto-costruiti sia l'esterno che l'interno della Grande Piramide, smentendo le teorie di Piazzi Smyth e le speculazioni sul pollice piramide. Suo padre era spesso ospite a casa di Piazzi Smyth, ed egli fu influenzato da La nostra eredità nella Grande Piramide, tuttavia successivamente con le su ricerche smentirà il lavoro di Piazzi Smyth. Egli inoltre coniò il termine pyramidiot per descrivere ciò che vedeva come un culto quasi religioso.

#### XX secolo

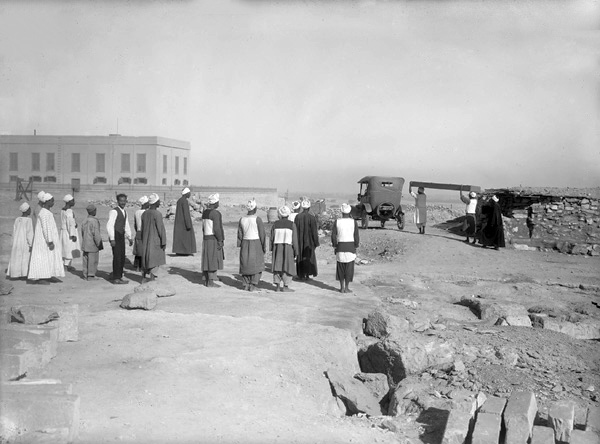
George Reisner agli scavi di Giza nel 1926

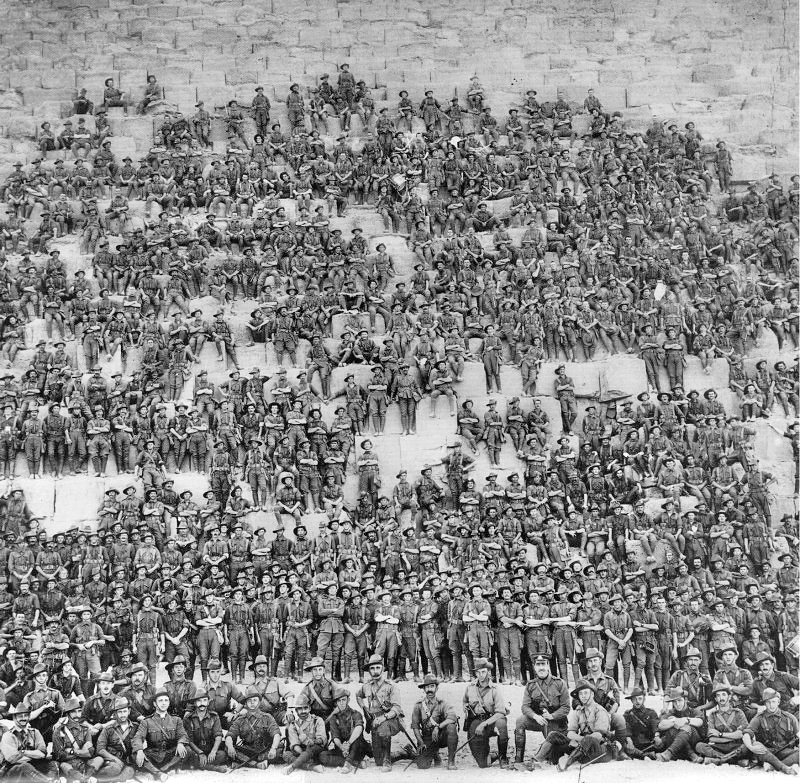
L'11º battaglione australiano sui gradini della piramide nel 1915

Dal 1902 al 1932 George Reisner eseguì estensivi scavi nella zona ad ovest della piana di Giza e, nel 1925 scoprì nelle vicinanze a nord-est della piramide G-Ia la tomba di Hetepheres I (G 7000x), con il suo corredo funerario. La tomba, collocata sul fondo di un pozzo alto 27 metri, infatti non era stata saccheggiata, sebbene fosse priva della mummia della regina e molti reperti fossero in cattivo stato di conservazione. Hetep-heres I era probabilmente la moglie di Snefru e la madre di Cheope.
Anche Hermann Junker effettuò scavi estensivi nella zona ad ovest e scoprì, tra l'altro, nella mastaba G 4000 una statua, alta circa 1,50 m, di Hemiunu seduto, con il titolo di sovrintendente alle costruzioni reali, e quindi probabilmente responsabile della costruzione della Grande Piramide.

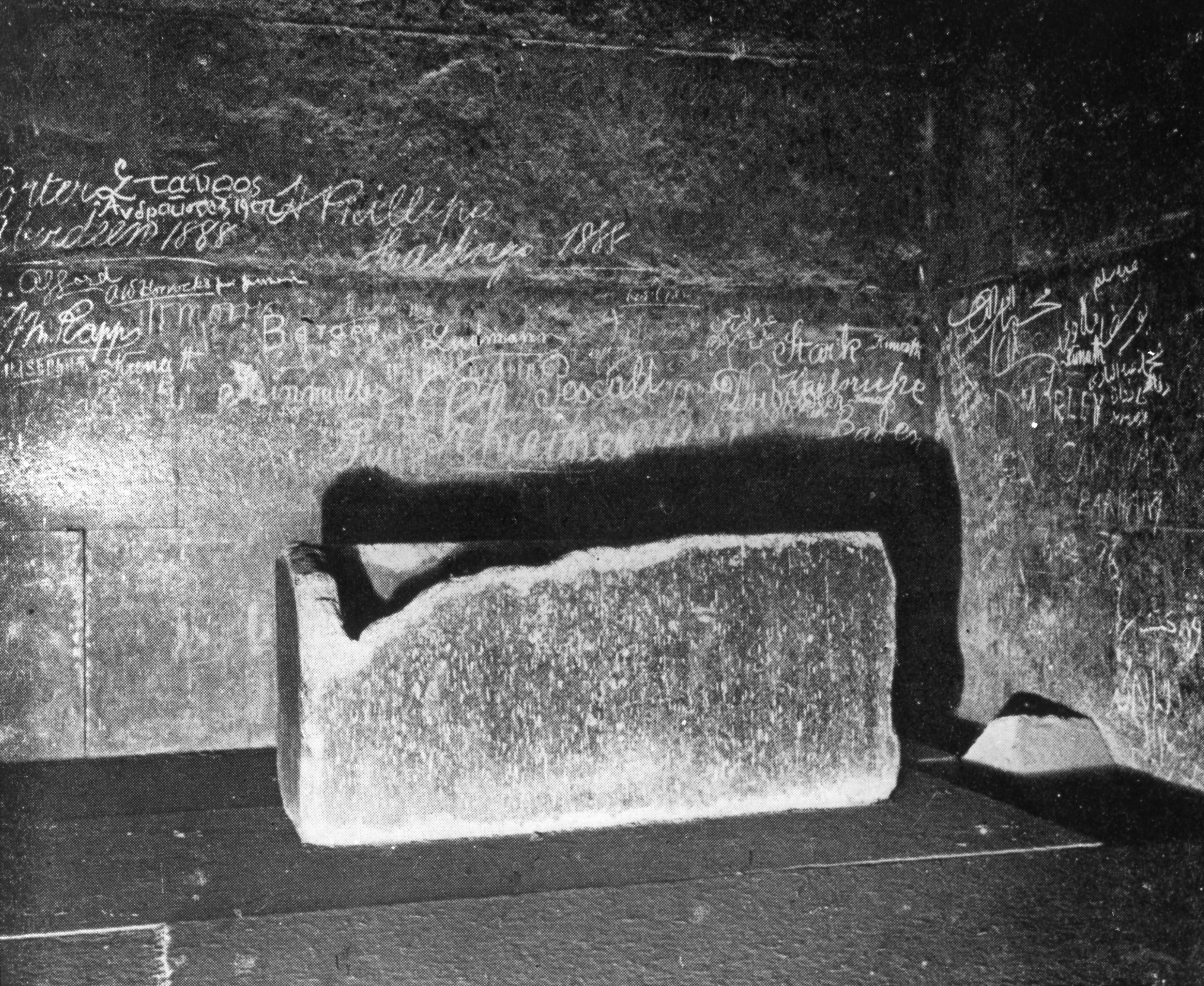
Il sarcofago ritrovato nella Camera del Re

Due archeologi egiziani, Kamal el-Mallakh e Zaki Iskander, scoprirono nel 1954, a sud della piramide di Cheope, due pozzi ancora sigillati che conservavano le parti di due barche sacre. Dopo una lunga opera di restauro una di esse, detta barca solare di Cheope, fu mostrata al pubblico nel 1982 in un museo creato appositamente a fianco della Grande piramide. La seconda, a causa delle cattive condizioni di conservazione, è stata lasciata all'interno del pozzo originario.
Tra il 1986 ed il 1987 alcuni ricercatori francesi hanno esaminato la piramide con strumenti micro-gravimetrici per individuare eventuali camere interne sconosciute. Si trovarono però solo tre piccole cavità all'interno del condotto che conduce alla camera intermedia, ed esse risultarono essere riempite di sabbia, che, una volta analizzata in laboratorio, risultò proveniente da un'altra regione egiziana, essere stata selezionata in qualità, e crivellata. Successivamente alcuni ricercatori giapponesi, diretti da Sakuji Yoshimura, utilizzando scanner elettromagnetici per sondare le onde sonore all'interno delle pareti, confermarono le ricerche francesi rilevando anche altre micro cavità.
Dal 1988, iniziarono gli scavi, guidati da Mark Lehner, in uno degli insediamenti dei lavoratori, situato a sud-est della Piana di Giza. Dal 1990, ad ovest di questo quartiere di operai, fecero seguito gli scavi della zona cimiteriale, diretti da Zahi Hawass. Lo stesso Hawass scoprì, nel 1992, i resti della piccola piramide satellite ad est della piramide principale.
Nel 1992 e successivamente nel 1993 l'ingegnere tedesco Rudolf Gantenbrink, in collaborazione con il Deutsches Archäologisches Institut al Cairo, usando diversi robot e sotto la supervisione dell'archeologo Rainer Stadelmann, esplorò entrambi i condotti di aerazione della camera intermedia, riuscendo a visitare interamente solo il condotto sud, il quale presentava uno sportellino di chiusura. A differenza di quelli presenti nella camera superiore infatti, i condotti nella camera intermedia non comunicano con l'esterno. La spedizione liberò dai detriti la parte esterna dei condotti della camera superiore ed installò nel condotto nord un ventilatore per far affluire aria pulita nella camera superiore.

#### Esplorazioni recenti
Il 17 settembre 2002, anche una spedizione della National Geographic Society inviò un veicolo robotizzato denominato Pyramid Rover all'interno dei condotti della camera intermedia. Il robot riuscì a bucare lo sportellino ed a far penetrare la propria videocamera all'interno solo per scoprire una cavità vuota, chiusa da un'altra pietra. Il 18 settembre 2002 venne scoperta una porta del tutto analoga nel condotto nord.
Nel maggio 2009, un gruppo di ricerca internazionale guidato dall'ingegnere britannico Robert Richardson ha annunciato i risultati di un'ulteriore spedizione nel condotto inferiore sud. Il robot Djedi, utilizzando una camera snodabile, riuscì a visualizzare l'interno del piccolo vano da varie angolazioni.
Nel 2023 un gruppo di ricercatori internazionali ha scoperto un tunnel di 9 metri di lunghezza, 2 di altezza e altrettanti di larghezza. Esso è stato trovato nel lato nord della piramide. Secondo il Professor Zahi Hawass il tunnel porterebbe alla vera camera sepolcrale di Cheope.

## Testimonianze

### Erodoto di Alicarnasso
Erodoto, nelle sue Storie, descrisse ciò che vide e ascoltò in occasione del suo viaggio in Egitto, durante la prima dominazione persiana, nel 450 a.C. circa. I brani si collocano nel II libro (interamente dedicato all'Egitto), e rappresentano la più antica traccia scritta sulle piramidi, anche se più di 2 000 anni dopo la loro costruzione. Perciò le testimonianze a cui Erodoto stesso ebbe accesso erano probabilmente frutto di tradizione orale, di conseguenza le sue osservazioni emergono come una miscela di affermazioni verosimili, deduzioni personali e storie di fantasia.
(Erodoto, Storie, Libro II, 126)
Secondo quanto riportato da Erodoto ogni trimestre lavoravano a turno centomila uomini. La costruzione della sola rampa processionale durò 10 anni:
(Erodoto, Storie, Libro II, 124)
La costruzione della piramide ne durò invece 20. Erodoto spiega che la costruzione di questo edificio sarebbe stata terminata tramite l'uso di macchine «fatte di legni corti», le quali innalzavano le pietre verso le zone più alte, infatti furono terminate prima le parti più elevate, poi quelle inferiori.

### Diodoro Siculo
Diodoro Siculo visitò l'Egitto nel 60 a.C. e anche lui menzionò le piramidi di Giza nella sua Bibliotheca historica. Secondo Diodoro ed Erodoto la più grande delle tre piramidi fu eretta in onore del secondo faraone della IV dinastia, che alcuni hanno riportato come Cheops, Sufis e Khufu (diversi nomi con cui è indicato Cheope).
Anche Diodoro riporta che la costruzione della piramide durò 20 anni, ma secondo lo storico, l'imponente struttura della piramide fu realizzata mediante l'uso di terrapieni, poiché a quell'epoca non erano ancora state inventate macchine in grado di sollevare i blocchi di costruzione. Diodoro esprime inoltre la propria meraviglia del fatto che non sia rimasta alcuna traccia attorno alla piramide né del terrapieno, né del lavoro di levigatura dei blocchi, tanto che la piramide sembra essere stata collocata in quel luogo, in mezzo alla sabbia, "dalla mano di un dio".
Secondo la testimonianza di Diodoro, il rivestimento della piramide era ancora in ottime condizioni, mentre descrive la parte superiore della piramide come una piattaforma di 6 cubiti (circa 3 metri), perciò molto probabilmente il pyramidion era già scomparso. La piramide è descritta con un lato di base di 7 plettri (210 m) e con un'altezza di più di 6 (circa 180 m). Il numero di lavoratori che sono stati necessari per la costruzione della piramide fu stimato in 360 000 uomini.

### Strabone di Amasea
Strabone dedica il primo capitolo del libro XVII della Geografia all'Egitto ed è qui che vengono trattate le piramidi di Giza, annoverate tra le sette meraviglie del mondo.
(Strabone di Amasea, Geografia, XVII 1, 33)
La città di Menfi dista in realtà circa 21 km da Giza (quasi 120 stadi come indica Diodoro), ma Strabone fornisce un altro dettaglio sulla costruzione, indicando le cave di calcare di Tura, che si trova sulla sponda destra del Nilo, proprio di fronte a Giza, come fonte del materiale per il rivestimento della piramide.

### Plinio il Vecchio
Plinio inserisce una digressione sulle piramidi e sulla Sfinge nel libro XXXVI della Naturalis historia, che ha come argomento principale la mineralogia. A differenza degli autori precedenti, Plinio cita come causa della costruzione dei monumenti «il non lasciare denaro ai successori o ai rivali invidiosi oppure non lasciare la plebe in ozio» e giudica la loro costruzione come del tutto inutile e vana.
Plinio indica che la piramide più grande è costruita con pietre estratte dalle cave dell'Arabia e afferma che sono stati impiegati 360 000 uomini in 20 anni. Le tre piramidi nel loro complesso furono invece portate a termine in 88 anni e 4 mesi.
Lo storico latino inserisce un interessante elenco di autori che hanno menzionato le piramidi nei loro scritti: Erodoto, Evemero, Duride di Samo, Aristagora, Dionigi di Alicarnasso, Artemidoro, Alessandro Poliistore, Butoride, Antistene, Demetrio Falereo, Demotele ed Apione, mentre sono assenti Diodoro Siculo e Strabone.
Plinio indica come lato di base della piramide di Cheope, 783 piedi (circa 231,8, un valore molto vicino a quello effettivo), mentre l'altezza è sovrastimata a 725 piedi (più di 214 m), come per gli altri autori. Plinio ricorda inoltre che Talete ebbe l'intuizione di calcolare l'altezza delle piramidi misurandone l'ombra proiettata sul terreno.
Plinio afferma che non esiste alcuna testimonianza dei sistemi utilizzati nelle fasi di edificazione, ma riporta diverse ipotesi in merito al trasporto dei blocchi di pietra. Alcuni pensano all'uso di piani inclinati di salnitro che furono successivamente sciolti attraverso l'uso delle acque del Nilo; altri parlano di impalcature di mattoni di fango che furono in seguito riutilizzati per abitazioni private.

## La piramide

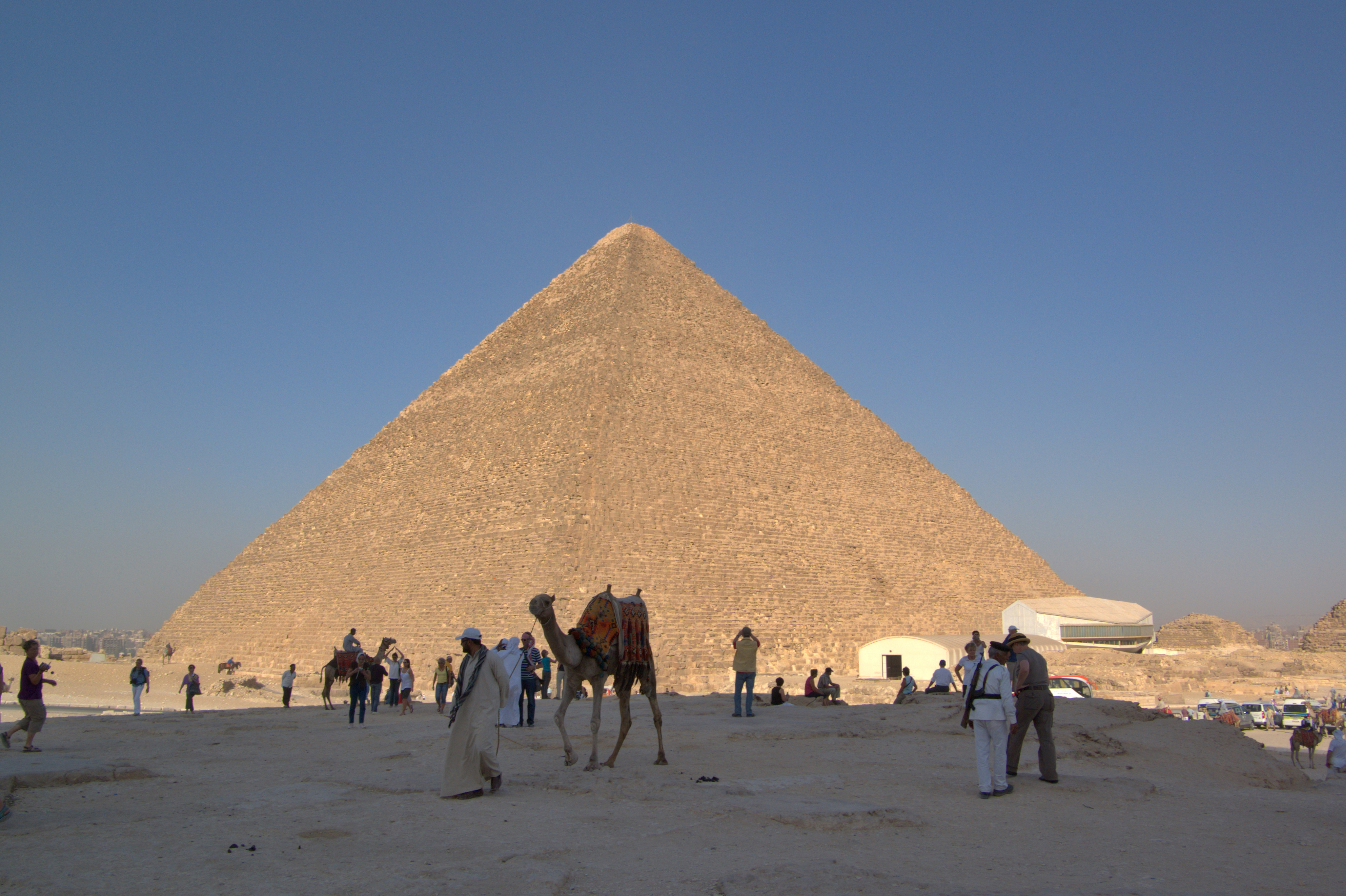
La grande Piramide di Cheope

Quando fu costruita, la piramide di Cheope era alta circa 146,6 metri (280 cubiti egiziani) ed era pertanto la costruzione più alta realizzata fino ad allora. La sua altezza attuale è tuttavia di soli 138 metri e risulta essere pertanto di poco più alta della piramide di Chefren, alta 136 metri. Causa di questa perdita di altezza è probabilmente la rimozione del rivestimento di pietra calcarea che in passato rivestiva l'intera piramide, dovuto sia a fenomeni di erosione naturale, sia all'asportazione delle pietre calcaree da parte degli abitanti del Cairo, che in passato sfruttarono le piramidi come cave di pietre. La piramide con il suo pyramidion d'oro situato sulla sommità, sotto i raggi del sole doveva risplendere come una gemma gigantesca risultando visibile anche a notevole distanza.
La base della piramide copre oltre 5 ettari di superficie, formando un quadrato di circa 230,34 metri per lato. L'accuratezza dell'opera è tale che i quattro lati della base presentano un errore medio di soli 1,52 cm in lunghezza e di 12" di angolo rispetto ad un quadrato perfetto. I lati del quadrato sono allineati quasi perfettamente lungo le direzioni Nord-Sud ed Est-Ovest (l'errore dell'allineamento è di solo 2′ e 28″). I lati della piramide salgono ad un angolo di 51º 50' 35".
La piramide non ha una sezione perfettamente quadra, ma i lati risultano leggermente concavi, un po' come le fortezze bastionate rinascimentali. La sezione è simmetrica e voluta; infatti, da una parte corregge lo spanciamento prospettico che si otterrebbe nella visione complessiva della piramide, dall'altra migliora la stabilità della struttura.
Per la costruzione del rivestimento esterno e del corpo interno della Grande Piramide furono scelte pietre di calcare, pesanti ognuna dagli 800 kg alle 4 tonnellate, che rappresentano circa il 97% del materiale usato. Per le camere interne vennero usati monoliti di granito pesanti dalle 20 alle 80 tonnellate. Il peso totale si aggira intorno ai 7 milioni di tonnellate. Il volume totale è di circa 2600000 m³. È quindi la più voluminosa piramide d'Egitto, ma non del mondo, dato che la piramide di Cholula, in Messico è più grande.
Nell'epoca immediatamente successiva alla costruzione, la piramide era rivestita esternamente di bianche pietre di calcare, lucide e molto lisce, incise con antichi caratteri, precipitate al suolo a causa di un violento terremoto nel 1301 a.C. La maggior parte dei blocchi di rivestimento venne rimossa nel XIV secolo per la costruzione della cittadella e della moschea del Cairo. L'opera di demolizione della piramide iniziò tuttavia già in epoca antica, come testimoniano i conci ritrovati nel Complesso piramidale di Amenemhat I recanti incisi i cartigli di Cheope.
Vi è notevole incertezza su quanto durarono i lavori di costruzione; le indicazioni di Erodoto sono assai tarde (V sec. a.C.) e di seconda mano, in quanto derivano da quanto riferito dai sacerdoti egizi del tempo. Erodoto narra che furono utilizzati circa centomila uomini, che lavorarono per circa vent'anni. Simili indicazioni generano molti dubbi di fattibilità tecnica, economica e sociale e si intrecciano con le infinite teorie su come è stata realizzata la piramide. Oggi le più comuni ipotesi spaziano dai 20 ai 40 anni di cantiere.
La piramide di Cheope si distingue dalle altre per la sua posizione geografica, ma anche per il grande numero di passaggi e vani interni, per la rifinitura delle parti a vista e la precisione di costruzione.

### La piana di Giza
La piramide poggia sullo sperone dell'Altopiano di Giza che si affaccia sulla valle del Nilo; questo è costituito da roccia calcarea. Uno dei motivi per cui fu scelto il sito, è che la base rocciosa costituiva un solido appoggio per la struttura, impedendo che il cedimento del terreno (dovuto alla massa di materiale) facesse crollare la struttura, come peraltro era già successo in precedenti piramidi. Inoltre il nucleo centrale della piramide poggia su una sporgenza della base rocciosa, di cui non è stato possibile misurare le dimensioni, che ha consentito agli operai di risparmiare un buon volume di pietra di costruzione. Da rilievi effettuati sul cunicolo discendente e sul cunicolo verticale, infatti, il livello di base in quei punti (interfaccia roccia viva-blocchi di costruzione) non coincide affatto con il precisissimo livello di base perimetrale. Per questo motivo si suppone che la piramide poggi e copra una collinetta di 10-15 m di altezza dal livello di base perimetrale. Questo, e la presenza di una camera inferiore incompleta, ha fatto ipotizzare che la piramide sia stata costruita sopra una più modesta piramide a gradoni o una mastaba rimasta incompiuta.
((Piramide liscia))
Originalmente l'altopiano era piuttosto accidentato, con collinette (ancora oggi fino a quota 105 m s.l.m.) e gole (ex uadi), presentando una naturale pendenza media di circa 5 gradi.
La preparazione del sito impose il livellamento del suolo, tagliando a terrazza le colline e riempiendo con i detriti le cavità, tanto che oggi il dislivello della base perimetrale della piramide è poco più di 2 centimetri (si ritiene perfino che l'attuale dislivello sia dovuto ai movimenti causati dal terremoto del 1301 a.C.).
Una parte delle strutture interne della piramide sono scavate nella roccia viva sotto la base d'appoggio (vedi schema della sezione): parte del cunicolo discendente (4), la camera inferiore (5), due cunicoli che si dipartono da quest'ultima e il cunicolo verticale (12).

### Copertura esterna
In antichità, il corpo della piramide era rivestito da uno strato di bianchissimi blocchi di calcare di Tura, lavorati e levigati in modo da creare una perfetta forma a piramide, con le pareti lisce.
Oggi questi blocchi sono scomparsi, prima per il crollo degli stessi in occasione del terremoto del 1301 a.C., poi perché sono stati rimossi e riutilizzati per edificare i principali monumenti del Cairo. A riprova di ciò, ci sono testimonianze per cui durante il regno di Barkuk (1382-1399 d.C.) la piramide fosse ormai spogliata.
Plinio (I secolo d.C.) sosteneva che questa copertura fosse ricoperta da geroglifici; se così fosse, avremmo perso un'eccezionale documentazione su Cheope e la sua piramide.
Una piccola testimonianza di come dovesse apparire si ha nella Piramide di Chefren, dove, in cima, è sopravvissuto un "cappello" dell'antico rivestimento in pietra chiara.

### Pyramidion
La piramide era completata da una cima, detta pyramidion, oggi scomparsa. In particolare si ferma con una piattaforma di 11 m di lato a circa 138 m di altezza. La sua assenza è normalmente spiegata a causa dei crolli dovuti a fattori ambientali o spoliazioni intenzionali. Le tradizioni antiche ci hanno fatto pervenire la voce che il vertice fosse tutto d'oro o in pietra verniciata in oro, tale che potesse essere ammirato da molto lontano perché riflettente l'intensa luce del sole. Alcuni studiosi invece sostengono che la cima fosse sempre stata piatta, e che in loco vi fosse piazzato un tempietto o un altro vistoso manufatto.

### Struttura interna e rivestimenti
1. ingresso originale
2. nuova entrata
3. passaggio discendente
4. cunicolo discendente
5. camera inferiore
6. cunicolo ascendente
7. camera intermedia
8. cunicolo orizzontale
9. grande galleria
10. camera superiore
11. cunicolo verticale

Sezione schematica della Piramide di Cheope:
- ingresso originale
- nuova entrata
- passaggio discendente
- cunicolo discendente
- camera inferiore
- cunicolo ascendente
- camera intermedia
- cunicolo orizzontale
- grande galleria
- camera superiore
- cunicolo verticale

La piramide è stata realizzata sovrapponendo corsi (cioè strati) di blocchi di pietra calcarea gli uni sugli altri, sfalsati tra loro e con alcuni che si allungano verso l'interno, in modo da migliorare la stabilità e la solidità della struttura.
Oggi si possono contare 203 corsi, ma in passato dovevano essercene di più, in quanto la punta della piramide è andata persa.
L'altezza dei corsi (e conseguentemente dei blocchi che compongono questi ultimi) non è costante: mediamente sono compresi tra i 60 e gli 80 cm; mentre alla base, dove si scarica il carico maggiore, si possono trovare corsi alti oltre il metro.

#### Ingresso originale
L'ingresso originale (1) della Grande Piramide si trova sul lato nord, a 17 metri dal suolo e 7,29 metri a sinistra dalla linea mediana della facciata. Sebbene non sia attualmente utilizzato, è ben visibile a causa del grande scavo compiuto per riportarlo alla luce.
All'ingresso si sono ritrovate tracce che hanno fatto pensare ad alcuni ricercatori che in antichità fosse dotato di una porta di pietra a cardini orizzontali.

#### Nuova entrata
La struttura più recente della piramide è l'entrata attraverso cui oggi accedono i turisti (2). Questo passaggio è stato realizzato all'incirca nell'820 d.C. dagli operai del califfo al-Maʾmūn, per esplorare l'interno del monumento, in quanto si favoleggiava della presenza di un grande tesoro.
Il tunnel è tagliato direttamente attraverso il pietrame per circa 27 metri e gira bruscamente a sinistra per scavalcare le pietre che bloccano il passaggio discendente (3). Invece di rimuovere questi massi, gli operai proseguirono il tunnel sopra di essi, attraverso la più morbida pietra calcarea, finché non raggiunsero il passaggio ascendente (6). È possibile raggiungere da questo punto anche il passaggio discendente (4), ma l'accesso è solitamente vietato.

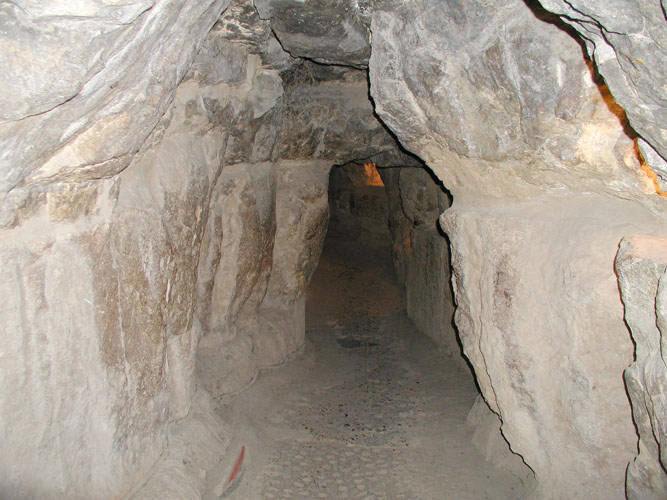
Galleria di al-Ma'mun
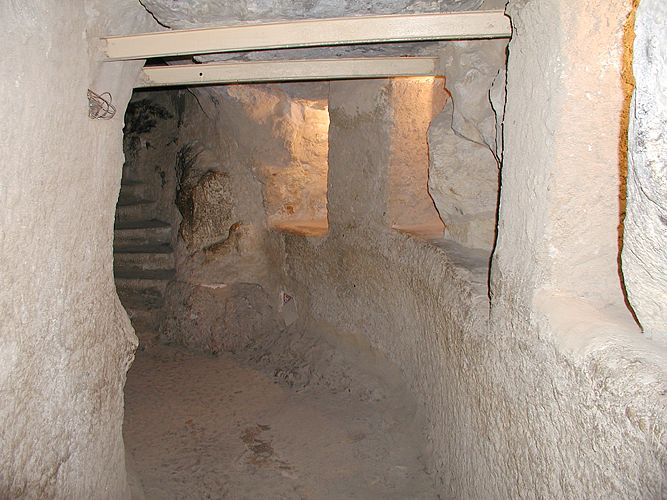
Galleria di al-Ma'mun
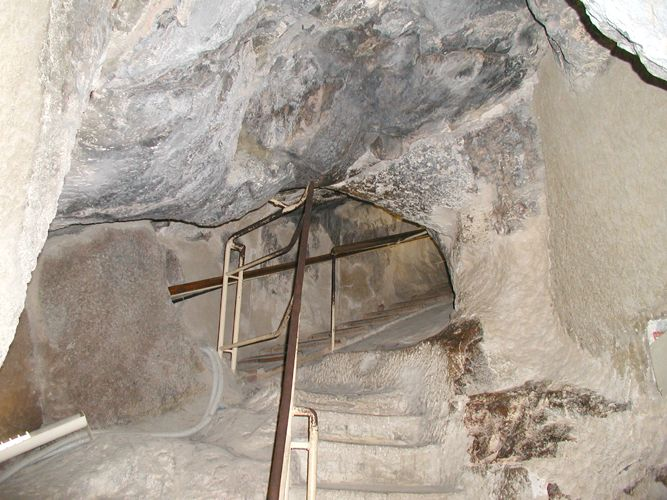
Termine della galleria. A destra parte il cunicolo ascendente, mentre a sinistra si nota l'ultimo dei blocchi di chiusura

#### Cunicolo discendente
Dall'entrata originale si dirama un cunicolo (4) alto 96 cm e largo 1,04 m, che scende con un angolo di 26° attraverso le pietre della piramide penetrando all'interno della base rocciosa su cui sorge l'edificio. Dopo 105,23 metri (di cui 28 nella parte edificata e 77 nella roccia viva) il passaggio diviene orizzontale e continua per 8,84 metri fino alla Camera inferiore (5).

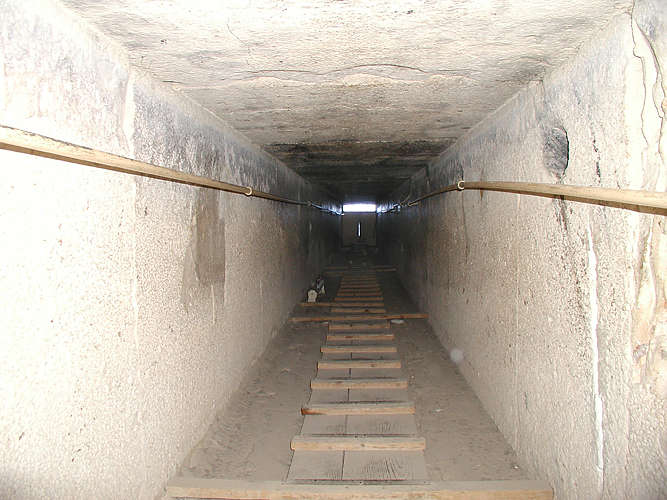
Cunicolo discendente

#### Camera inferiore
La Camera inferiore (5) è la struttura più bassa della piramide. Questa appare di forma rettangolare, dalle dimensioni approssimative di 14 m di larghezza, 8,3 m di lunghezza e 4,3 m di altezza, ed è visibilmente solo sbozzata.
Nel muro sud della camera c'è uno stretto cunicolo cieco (circa 75 × 78 cm), anch'esso solo sbozzato, che termina dopo 16,4 metri.
La camera presenta anche un pozzo scavato nel pavimento; però questo è probabilmente lo scavo effettuato dall'archeologo Perring (1837), mentre era alla ricerca di una camera nascosta.
Il motivo della presenza di questa camera incompiuta costituisce un mistero; l'opinione tradizionale è che questa sia un diversivo per i tombaroli. Alcuni egittologi hanno suggerito che questa dovesse essere l'originale camera sepolcrale, ma che Cheope abbia cambiato idea e chiesto che la camera fosse collocata più in alto nella Piramide. Come già accennato, altri pensano che sia invece una realizzazione abbandonata più antica.

#### Cunicolo ascendente
A 28,2 m dall'entrata, nel soffitto del passaggio discendente (3), è presente un buco quadrato (originariamente nascosto da una lastra di pietra), questo costituisce l'inizio del Cunicolo ascendente (6) che termina all'inizio della Grande galleria (9). Quest'ultimo è lungo 39,9 metri. Altezza e larghezza sono simili a quelle del cunicolo discendente (105 × 125 cm). Anche l'inclinazione è pressoché la medesima.
L'estremità inferiore di questo cunicolo è chiusa da tre enormi blocchi di granito, lunghi ognuno circa 1,5 m. Questi avrebbero dovuto salvaguardare dai ladri le camere reali, ma furono semplicemente aggirate scavando un tunnel.

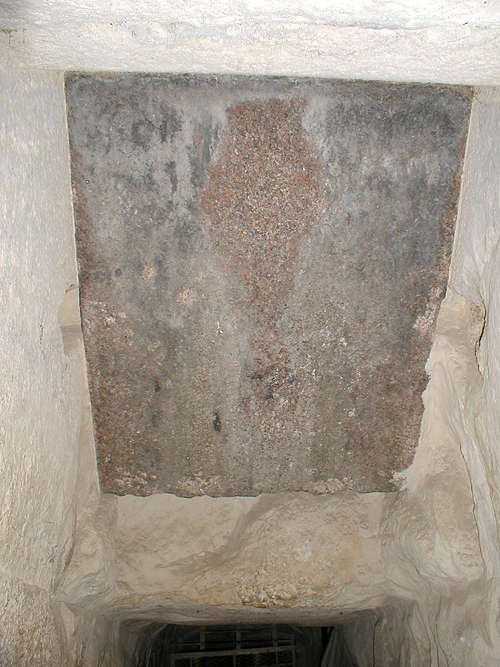
Soffitto del cunicolo discendente: primo blocco di chiusura del cunicolo ascendente
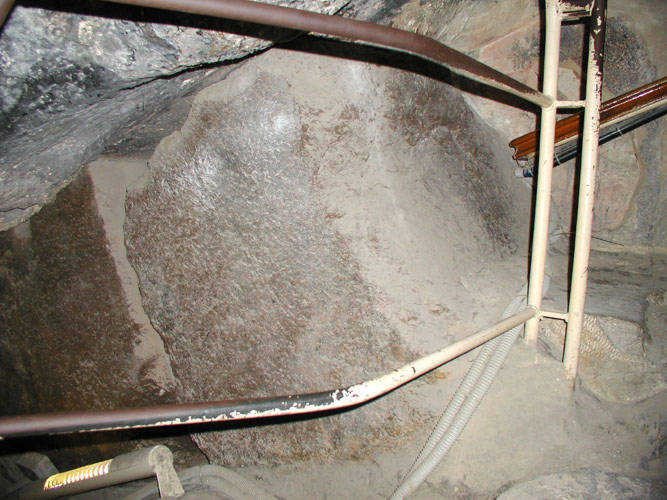
Ultimo dei tre blocchi di chiusura del cunicolo ascendente
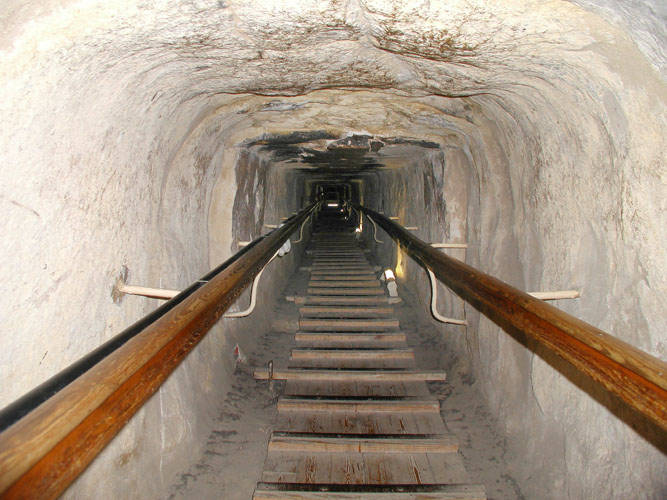
Cunicolo ascendente

#### Cunicolo verticale

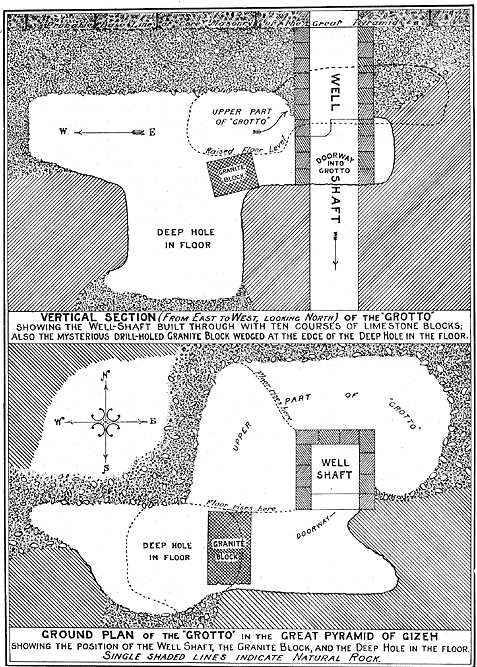
La "grotta" scavata nella roccia situata a metà del cunicolo verticale

Il Cunicolo verticale (11) parte dal Cunicolo discendente e, seguendo un percorso irregolare attraverso la muratura della piramide, raggiunge la Grande galleria. Anche questo passaggio è del tutto misterioso; molti hanno esposto teorie, ma mai del tutto convincenti.

#### Cunicolo orizzontale
Il Cunicolo Orizzontale (8) è un cunicolo in leggerissima pendenza, lungo circa 35 m e avente una sezione approssimativamente quadra di 1,1 m di lato. Vicino alla camera c'è un gradino nel pavimento, dopo il quale il passaggio diventa alto 1,73 metri.
Lungo il suo percorso sono state nel tempo fatte numerose trapanazioni, sempre alla ricerca di camere nascoste (mai trovate).

#### Camera intermedia
La camera intermedia, chiamata Camera della Regina (7), è esattamente a metà strada tra le facce nord e sud della piramide e misura 5,75 metri per 5,23, con un'altezza al vertice della camera di 6,23 metri. La camera è stata chiamata in questo modo dagli arabi, ma all'interno non sono state trovate evidenze archeologiche di sepolture. È interessante notare che questo è l'unico vano che occupa una posizione centrale nella struttura della piramide, esattamente sotto il suo vertice.
Sul lato orientale della camera è presente una nicchia a gradoni di 4,67 metri di altezza. Dei predoni, pensando che fosse un passaggio murato, la perforarono; in effetti trovarono un cunicolo alto 84 cm e largo 100, ma questo risultò cieco dopo 7 m; altri predatori di tombe lo allungarono di ulteriori 7 m, ma inutilmente. Resta il mistero del significato della nicchia e del cunicolo murato; l'opinione comune è che abbia un qualche significato simbolico-religioso.

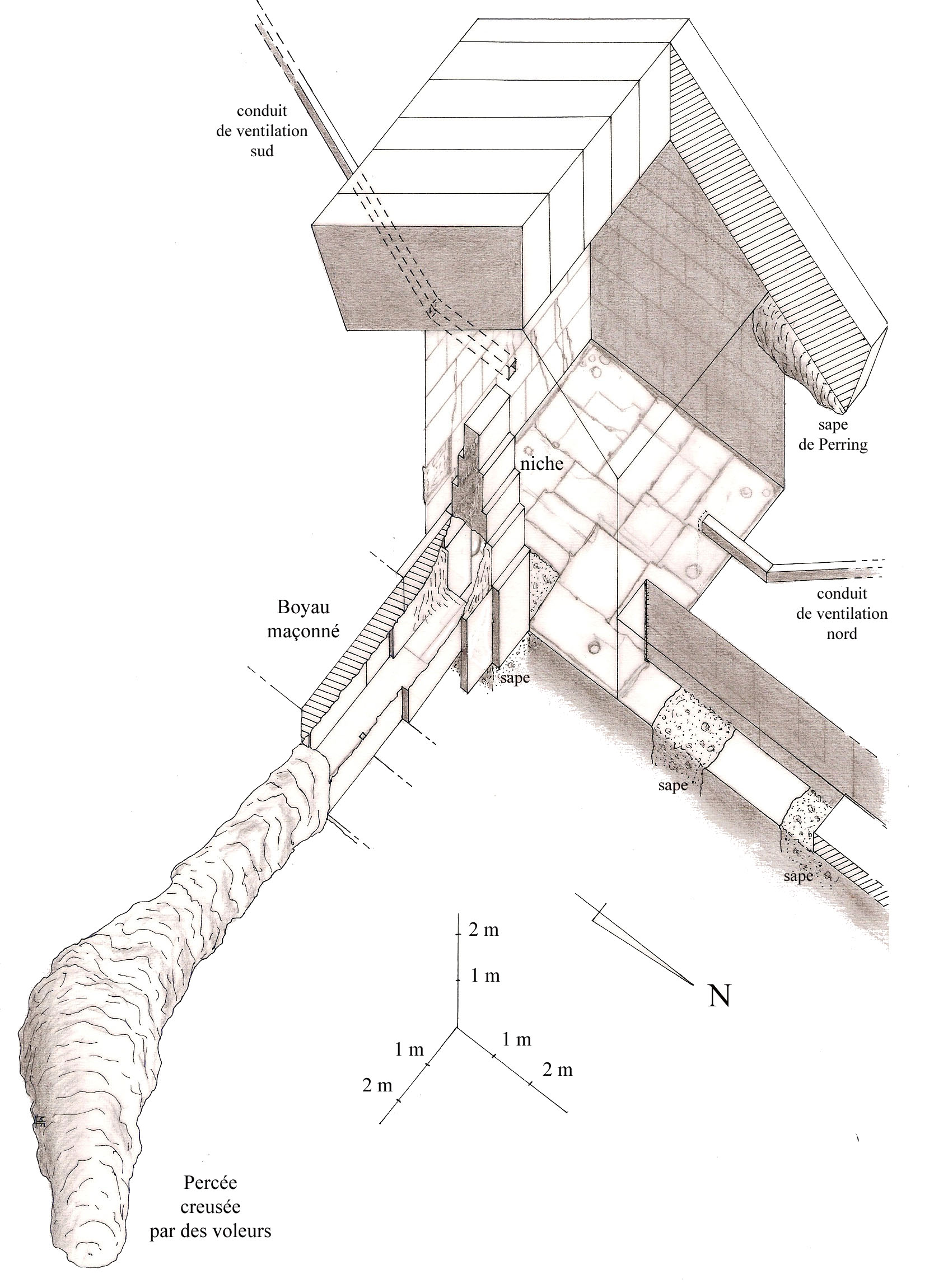
Camera della regina
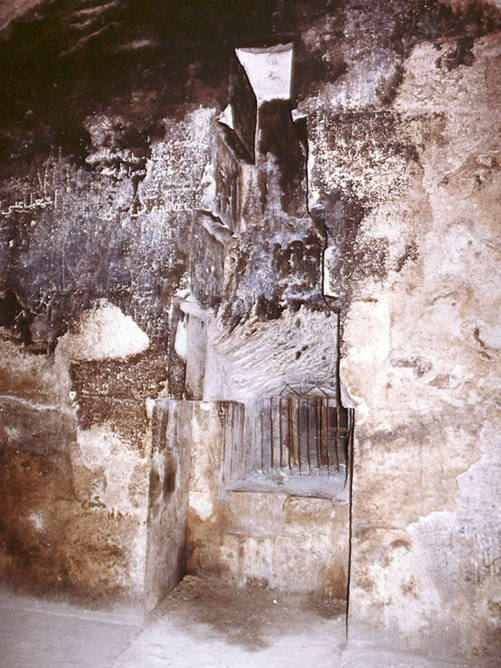
La nicchia

##### Condotti di ventilazione inferiori

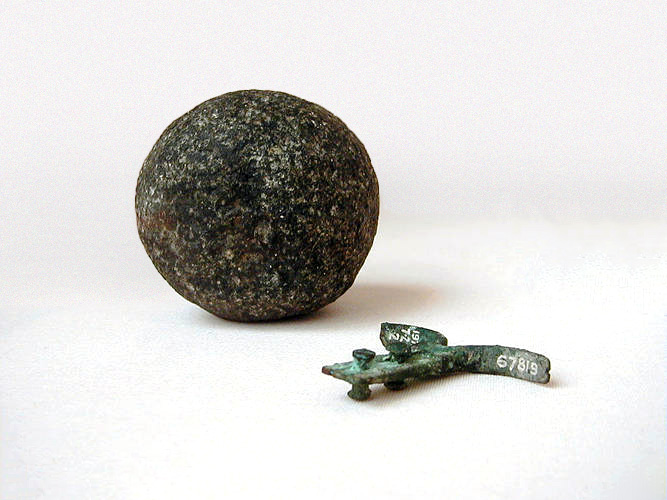
Due dei tre oggetti rinvenuti nel condotto della camera intermedia

I condotti di ventilazione nella camera superiore furono descritti già nel 1610, mentre i condotti della camera intermedia non sono stati scoperti fino al 1872. In quell'anno, Waynman Dixon, un ingegnere ferroviario scozzese, e il suo amico, il dottor James Grant, notarono una crepa nel muro sud della Camera della Regina. Dopo aver spinto un lungo filo nella fessura, che indicava che probabilmente dietro la lastra vi era il vuoto, Dixon assunse un falegname di nome Bill Grundy per tagliare la lastra del muro. Venne così scoperto un canale rettangolare, mediamente di 20,5 cm di larghezza e 21,5 cm di altezza, il quale si snoda per quasi 3 metri all'interno della piramide, prima di curvare verso l'alto con un angolo di circa 39°. Dato che la camera superiore aveva due cunicoli simili, Dixon misurò la posizione, analoga al cunicolo appena scoperto, sulla parete nord e, come previsto, Grundy trovò l'apertura del cunicolo gemello.
All'interno del cunicolo nord vennero scoperti tre manufatti: un piccolo gancio in bronzo, un'asta di legno (descritto come simile al legno di cedro) lungo 12 cm, ed una sfera di diorite nera con inserti in bronzo. Questi oggetti rimasero nelle mani della famiglia Dixon fino agli anni '70, quando vennero donati al British Museum dove sono tuttora conservati e, dagli anni '90, esposti. Nel dicembre 2020 è stato datato al radiocarbonio il reperto in legno di cedro all'Università di Aberdeen rilevando una datazione risalente esattamente (+/- l'errore statistico di 200 anni) al 3341 a.C.; basandosi su questi dati si è ipotizzata una possibile costruzione della piramide ad almeno 500 anni prima. Gli archeologi ritengono però che tale cuneo, usato come attrezzo, sia stato riciclato da un pezzo di legno già antico, risalente a parecchi anni prima della costruzione della piramide.
Gli avventurieri inoltre accesero fuochi per convogliarne il fumo all'interno dei condotti, nel tentativo di scoprire dove questi conducessero. Il fumo ristagnò nel condotto nord, ma scomparve nel condotto sud e non fu visto uscire all'esterno della piramide.
Le aperture di entrambi i condotti sono situate approssimativamente allo stesso livello nella camera, alla giunzione di sommità della prima lastra di granito. L'apertura settentrionale è leggermente inferiore, mentre il piano dell'apertura meridionale è all'incirca all'altezza della giunzione.
I condotti nella Camera della Regina furono esplorati nel 1993 dall'ingegnere tedesco Rudolf Gantenbrink, sotto la supervisione dell'archeologo Rainer Stadelmann del Deutsches Archäologisches Institut, usando un robot cingolato di sua progettazione chiamato Upuaut 2. Esplorando il condotto sud, al termine di una salita di 65 m, scoprì una lastra di calcare con infisse due erose maniglie di rame, a chiusura del cunicolo. Gantenbrink provò ad esplorare anche il condotto nord, ma si preferì non proseguire oltre una curva a 18 m dall'imbocco, perché avrebbe potuto incastrare il robot.
Nel 2002, la National Geographic Society creò un robot simile, chiamato Pyramid Rover, che fece un buco nella zona centrale della lastra del condotto sud, solo per scoprire, il 17 settembre, un'altra lastra di pietra dietro di essa, ma priva di maniglie. Il giorno seguente venne finalmente esplorato il condotto nord, dove si scoprì una lastra di chiusura del tutto analoga.
Le ricerche proseguirono nel 2009 con il progetto Djedi, che adottava una telecamera in grado di orientarsi liberamente all'interno del condotto (micro snake camera), fu grado di penetrare il primo portello del condotto meridionale attraverso il foro creato nel 2002 e visualizzare tutti i lati del piccolo vano dietro di esso. Furono scoperti dei segni scritti in vernice rossa, forse geroglifici. La telecamera inquadrò anche le maniglie in rame incorporate nel portello all'interno del piccolo vano. La parte interna del portello era stata rifinita, il che suggerisce che non sia stato posto solo per evitare che i detriti potessero penetrare nel condotto.

#### Grande galleria
La Grande Galleria (9) costituisce la prosecuzione del Cunicolo Ascendente, ma è alta 8,6 metri e lunga 46,68. Alla base è larga 2,06 metri, ma dopo 2,29 metri i blocchi di pietra rientrano verso l'interno per 7,6 cm su ogni lato. Ci sono 7 di questi gradini, cosicché alla sommità la galleria è larga solo 1,04 metri.
La copertura è fatta di blocchi posati a un angolo leggermente più inclinato rispetto al pavimento, così da incastrare ogni blocco in un incavo ricavato nella sommità della galleria come un dente di un crick. Lo scopo è fare in modo che ogni blocco sia retto dal muro della galleria piuttosto che poggiare sul blocco sotto di esso, cosa che sarebbe risultata in una pressione cumulativa eccessiva al termine della galleria.
Il pavimento della Grande galleria consiste in una doppia gradonata disposta su ogni lato, larga 51 cm, che lascia al centro spazio per una rampa liscia larga 1,04 metri. Vicino al pavimento sono ricavate varie nicchie dall'uso ignoto.
L'estremità inferiore della galleria è un crocevia importante, in quanto, oltre ad essere il punto in cui il cunicolo ascendente sfocia nella Grande galleria, a destra è presente un foro nel muro (oggi bloccato da rete metallica) che costituisce lo sbocco superiore del Cunicolo verticale (12). Da qui inoltre parte il Cunicolo orizzontale (8) che conduce alla cosiddetta Camera della regina (7).
All'estremità superiore della galleria, sul lato destro, è presente un foro nel soffitto che si apre in un breve tunnel attraverso il quale si può avere accesso alla Camera di scarico inferiore.
Lo scopo della Grande Galleria non è stato chiaramente determinato. Una cosa su cui quasi tutti concordano, fa riferimento al sistema di chiusura del Cunicolo Ascendente: le dimensioni della rampa centrale pari a quelle del passaggio ascendente, ha fatto ipotizzare che le pietre di chiusura fossero stivate nella Grande Galleria, e che le lastre delle gradinate reggessero pali di legno intesi a trattenerle dallo scivolare nel passaggio finché i lavori non fossero stati completati. Questa ipotesi però non spiega completamente la struttura e la grandiosità della galleria. Alcune altre note ipotesi prevedono:
- che originariamente fossero previsti molti più blocchi dei ritrovati, in modo da riempire completamente il cunicolo;
- che fosse una specie di "cattedrale" per le cerimonie funebri;
- che contenesse un sistema di contrappesi ed argani destinati al sollevamento dei blocchi più pesanti.

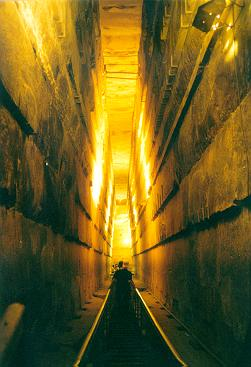
La grande galleria
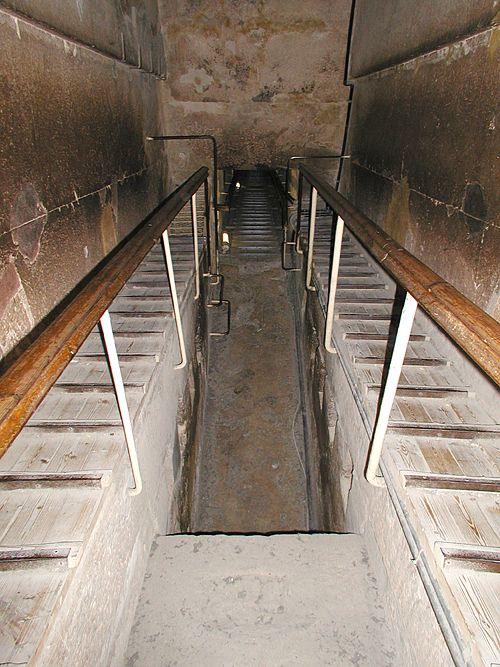
Vista nord (ingresso) della grande galleria
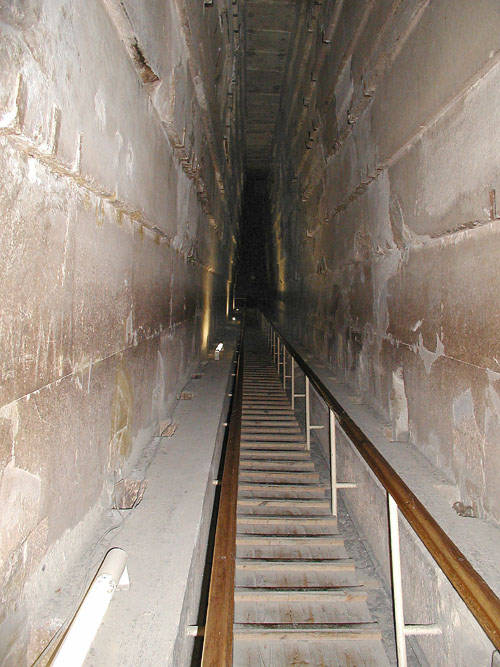
Vista sud della grande galleria
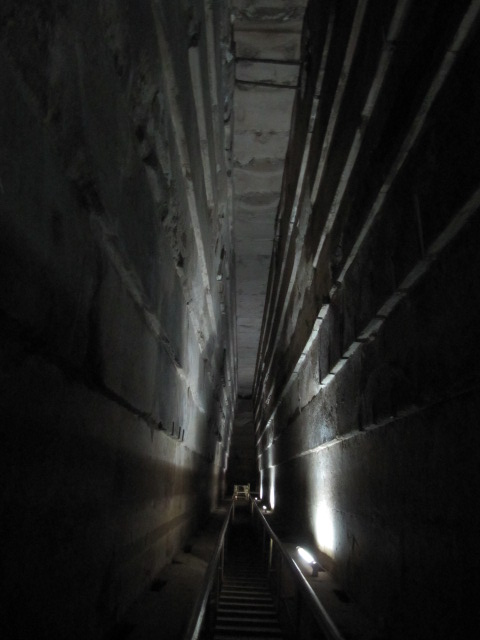
Interno della grande galleria
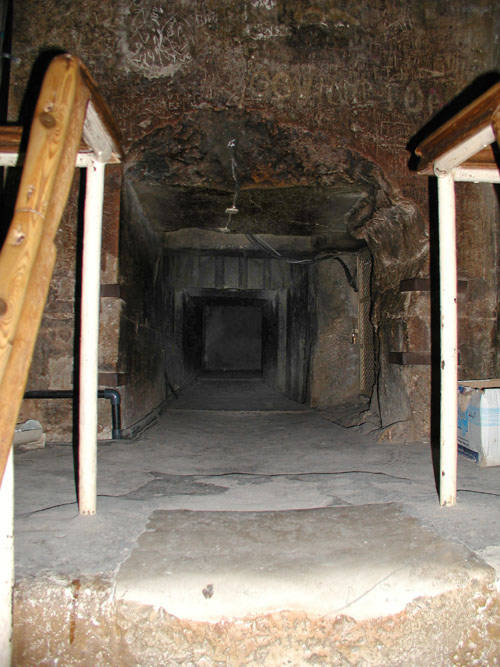
Grande galleria, ingresso nell'anticamera superiore
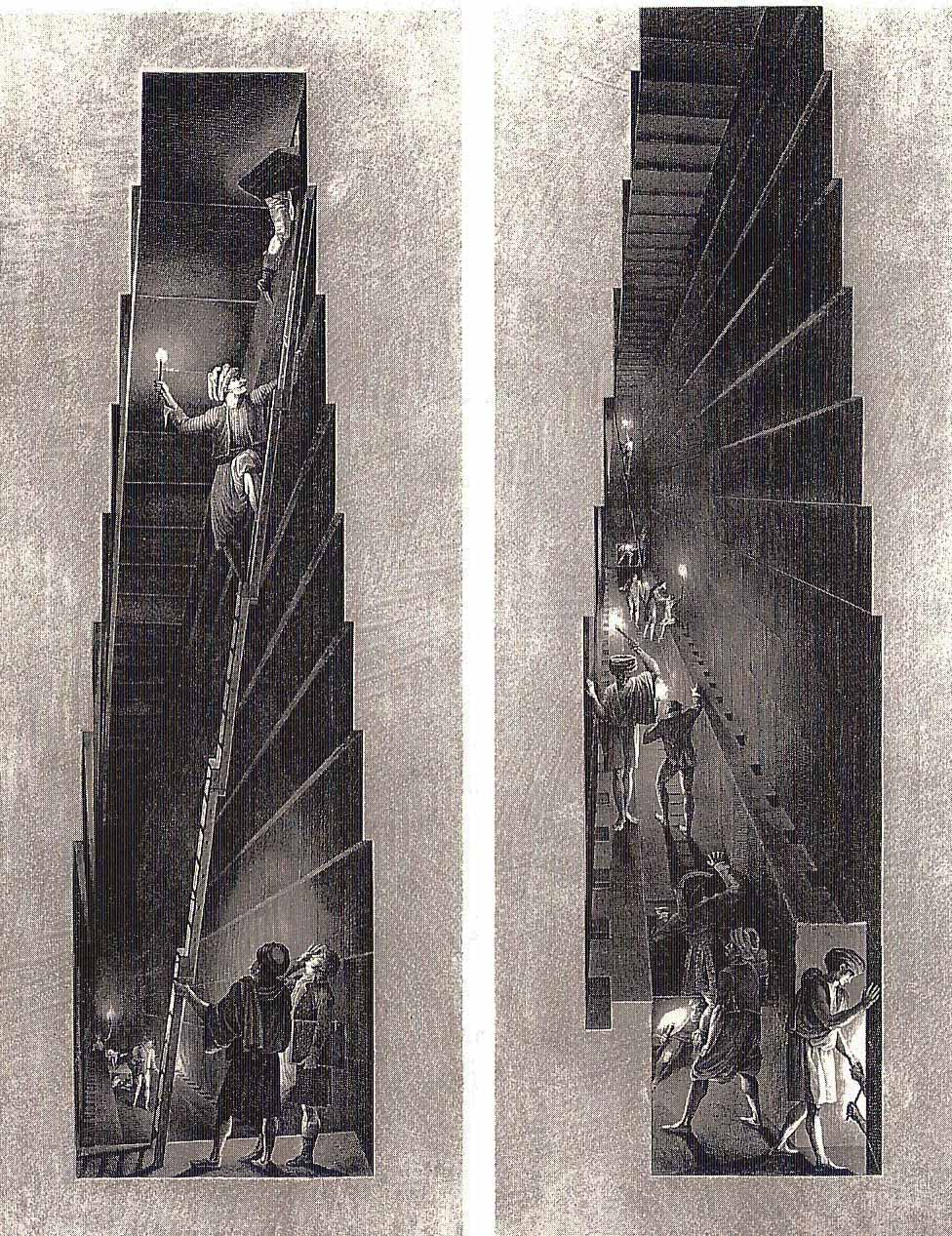
Due prospettive della grande galleria (dalla Description de l'Egypte, 1809)

#### Camera delle saracinesche o anticamera
Al termine della Grande Galleria è presente un gradino (alto circa 90 cm) che dà su un cunicolo orizzontale lungo approssimativamente 1,02 metri e alto 111 cm, da cui si accede alla Camera delle Saracinesche o anticamera. In questo vano si possono riscontrare quattro alloggiamenti, tre dei quali erano probabilmente destinati ad accogliere delle grandi saracinesche di granito, destinate a chiudere definitivamente la Camera del Re (10).
Oggi le lastre sono scomparse, probabilmente distrutte ed asportate già in antichità. Frammenti di granito rinvenuti da Petrie (1881/82) nel passaggio discendente, probabilmente appartenevano a queste lastre.

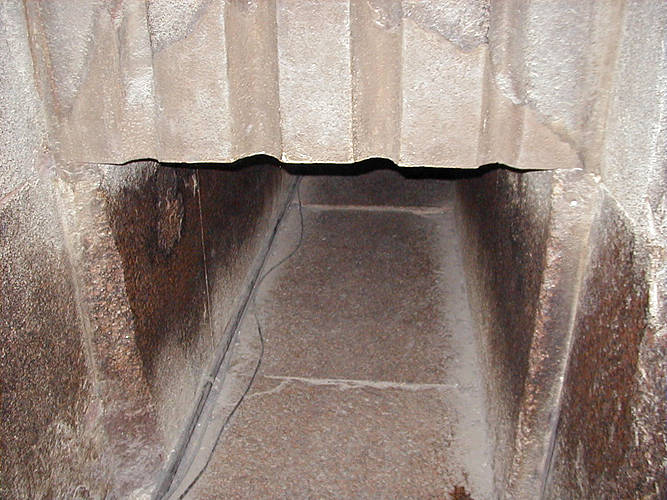
Parete sud dell'anticamera, si notano tre scanalature e la consistente integrazione

#### Camera superiore e camere di scarico
Superata la Camera delle Saracinesche si accede alla struttura chiamata Djed, in egizio "luce" (10) (denominata così per la somiglianza con un geroglifico egizio), composta dalla camera superiore, chiamata Camera del Re, e dalle cinque Camere di Scarico.
Le dimensioni della Camera del Re sono di 10,47 x 5,234 di lunghezza e 5,974 metri di altezza. Le pareti, il pavimento e il soffitto sono stati realizzati con grandi blocchi di granito provenienti dalle cave Assuan. I blocchi sono tagliati e collocati con eccellente precisione, tanto che è impossibile inserire tra loro un foglio di carta. Il soffitto è piano, formato da nove blocchi di pietra del peso complessivo di 400 tonnellate.
In particolare, il pavimento misura esattamente 10 per 20 cubiti per cui l'unità di misura usata (rapportata al metro) è di 0,524 metri e non 0,525 generalmente usata.
Al di sopra del soffitto della Camera del Re sono stati realizzati cinque comparti chiamati Camere di scarico. Le prime quattro hanno soffitti piatti, ma la camera terminale ha un tetto a capanna. Come già accennato, la prima camera fu subito scoperta per via del passaggio realizzato in antichità dai costruttori, poi Vyse sospettò l'esistenza di altre camere quando verificò che poteva inserire un lungo palo attraverso una crepa nel soffitto della prima camera. Le altre camere di scarico furono esplorate tra il 1837 e il 1938 dal colonnello Howard Vyse e da John Shae Perring, che scavarono dei tunnel verso l'alto usando dell'esplosivo. Dalla superiore all'inferiore sono denominate Camera Davidson, Camera Wellington, Camera di Lady Arbuthnotr e Camera Campbell. Si ritiene che queste camere bassissime servano a reindirizzare e ridistribuire il carico della massa di pietra che grava sul soffitto della Camera del Re, evitando che questo collassi. Dal momento che non erano state concepite per essere visibili, non sono state rifinite, e le pietre in esse riportano ancora i marchi di cava. Le pietre all'interno delle camere di scarico presentano dei marchi geroglifici, probabilmente il nome della squadra di lavoro, che contengono un riferimento al faraone Cheope. Altri di questi marchi geroglifici sono stati trovati da Georges Goyon su un blocco esterno del 4° strato della piramide. Le iscrizioni sono paragonabili a quelle trovate in altri siti di Cheope, come la cava di alabastro a Hatnub o il porto di Wadi al-Jarf, e sono presenti anche nelle piramidi di altri faraoni.
L'unico oggetto presente nella Camera del Re è un sarcofago monolitico rettangolare in granito rosa, con un angolo rotto e senza coperchio (forse razziato in antichità). Il sarcofago è poco più largo del passaggio alla camera, e quindi deve essere stato collocato prima che fosse messo in opera il soffitto. Contrariamente alle pareti, magistralmente lavorate, il sarcofago è rozzamente sbozzato, con tracce di utensili da taglio e scavo visibili in molti punti. Ciò è in contrasto con i sarcofagi ben rifiniti e decorati trovati in altre piramidi dello stesso periodo.
Petrie suggerì che un sarcofago decorato fosse stato inizialmente previsto, ma sia andato perso nel fiume a nord di Assuan e sia stato frettolosamente predisposto un rimpiazzo. Questa teoria, tuttavia, non spiega perché il secondo sarcofago non sia stato rifinito in situ. Una spiegazione plausibile è che il sarcofago sia stato inserito nella Camera nelle condizioni in cui lo vediamo oggi, come un manufatto già considerato storico dagli stessi costruttori e quindi mantenuto intatto. Questo ne cambierebbe la destinazione d'uso da sarcofago a contenitore o vasca perché privo di copertura.

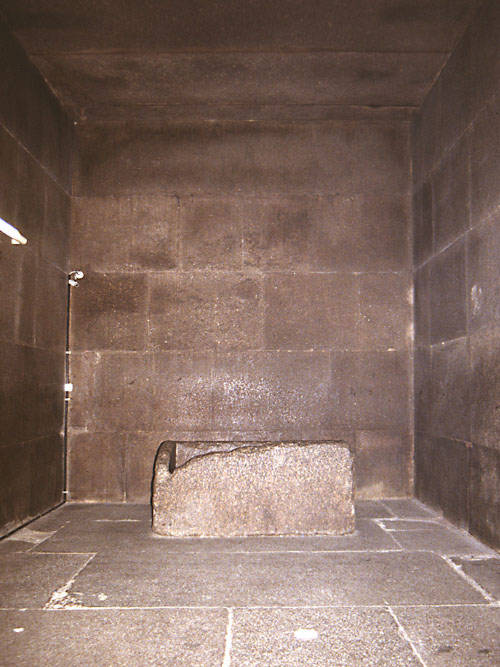
Camera del re (camera superiore): visuale in direzione ovest e sarcofago
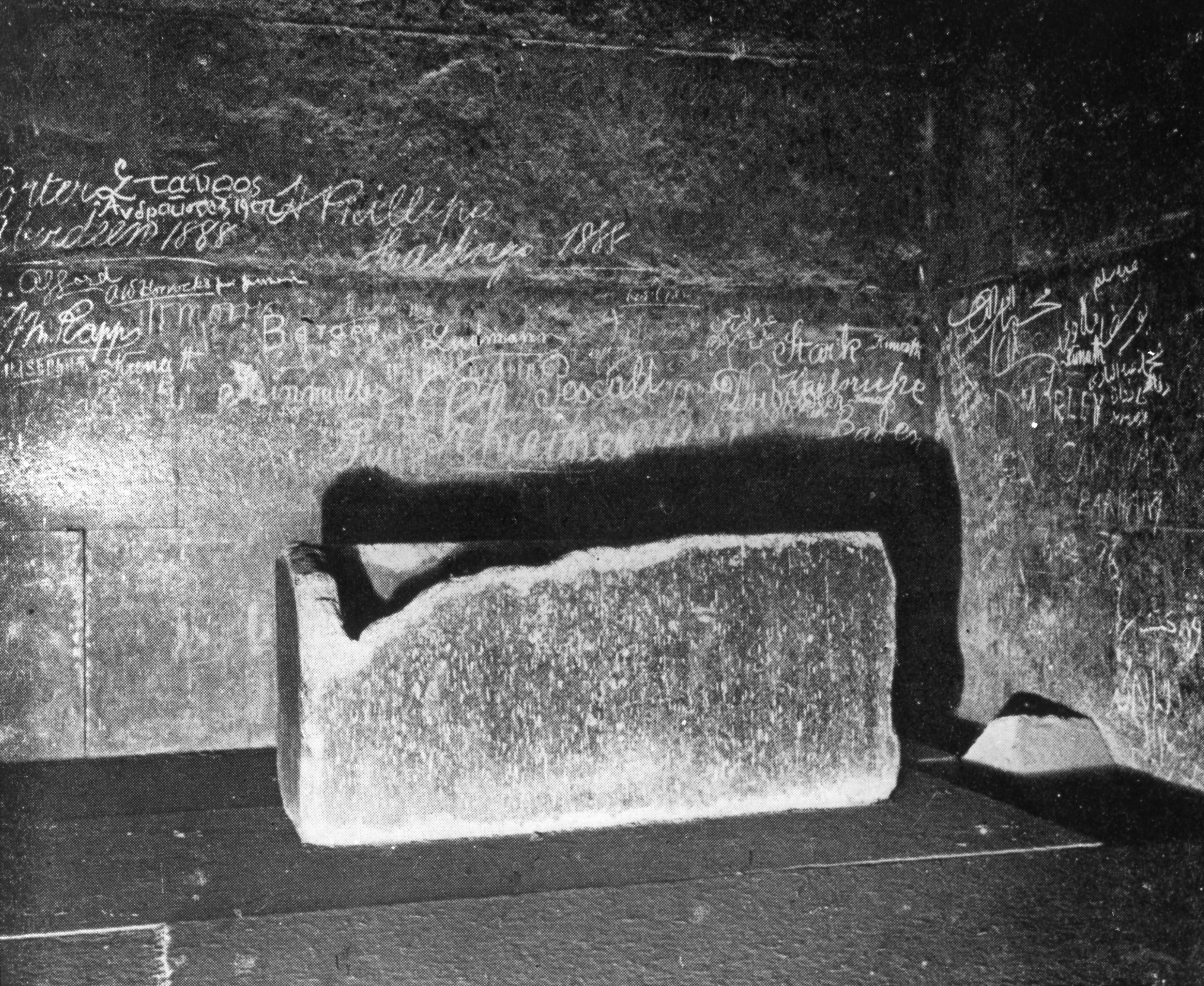
La camera superiore in una foto d'archivio, prima metà del XX secolo
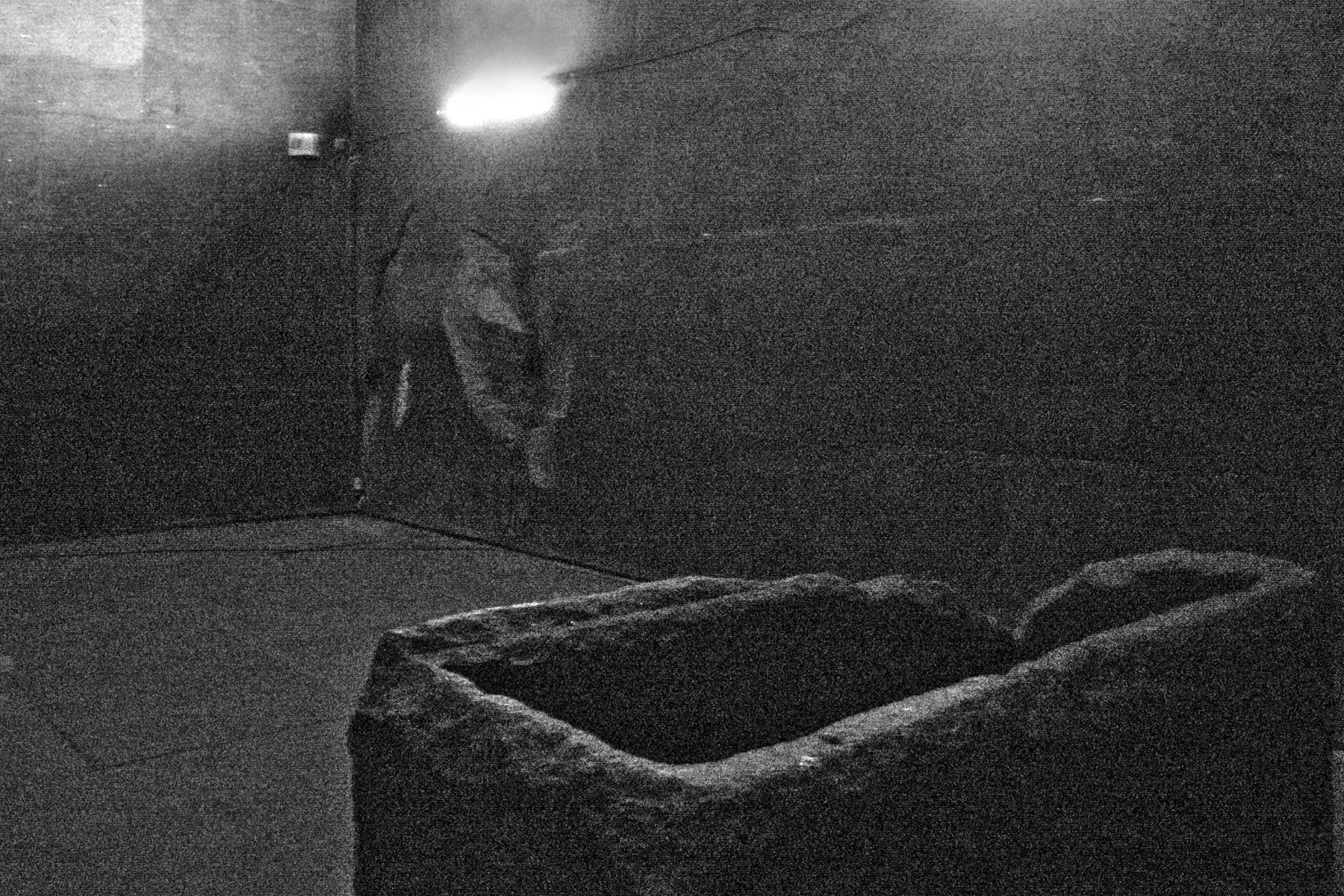
Vista sud-est
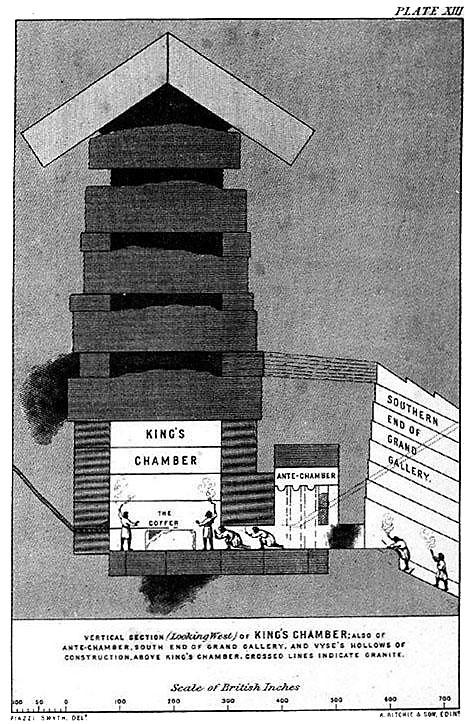
Sezione della Camera del re (Charles Piazzi Smyth, 1877)
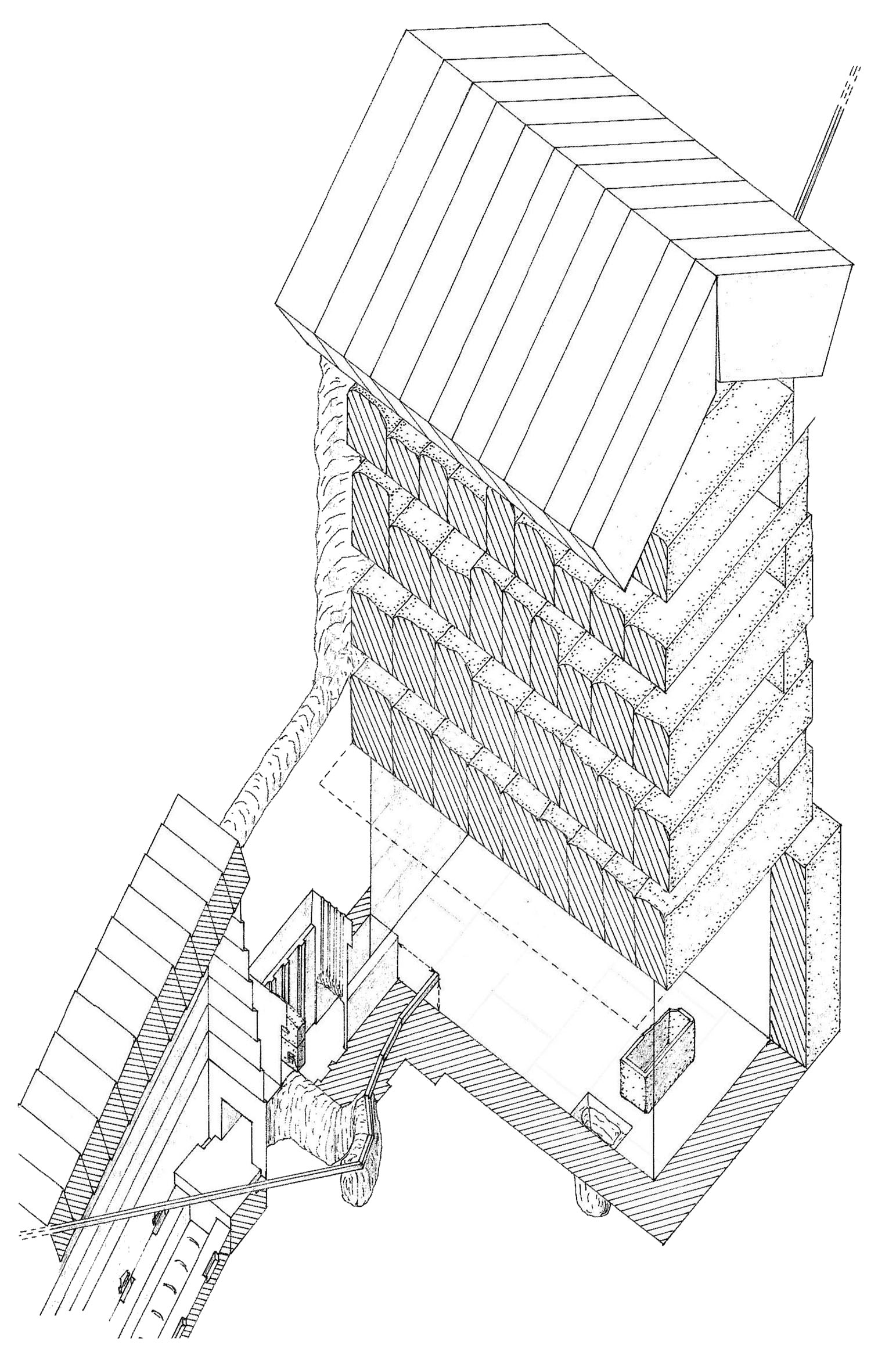
Camera del re, vista assonometrica

##### Condotti di ventilazione superiori
Come per la camera intermedia, anche le aperture dei condotti nella camera superiore sono posizionate approssimativamente allo stesso livello, alla giunzione della sommità del primo blocco di granito e ad un'altezza di 91 cm dal pavimento. L'apertura settentrionale è leggermente inferiore, il suo soffitto è allineato con il giunto, mentre la meridionale è all'incirca all'altezza del giunto.
Contrariamente a quelli della Camera della Regina, i condotti comunicano con l'esterno della piramide. Non tutti concordano sul proposito di questi cunicoli: per alcuni sembrerebbero avere degli allineamenti astronomici, ma, d'altro canto, entrambi seguono un percorso irregolare attraverso la struttura, e di conseguenza, attraverso di esso non ci può essere allineamento diretto alle stelle. Un'altra spiegazione è che siano associati con il rituale di ascensione dell'anima del sovrano.
Con poche eccezioni, i quattro condotti sono stati costruiti in conformità con un sistema invariabile: la struttura superiore ed entrambe le pareti sono state ricavate da un blocco in modo da formare una sorta di canale di pietra. Il pavimento è stato fornito da un secondo blocco, che sorreggeva il blocco superiore.
Il condotto settentrionale è rettangolare, largo circa 18 cm ed alto circa 13 cm, dimensioni che mantiene per tutta la sua lunghezza. Il condotto rimane orizzontale per circa 180 cm poi prende una serie di quattro curve, per evitare la Grande Galleria. Pur mantenendo il suo angolo verso l'alto abbastanza costante, si sposta prima a nord-nord-ovest poi di nuovo a nord, poi a nord-nord-est, e infine di nuovo a nord. La lunghezza totale del condotto settentrionale è di circa 59 m e un angolo con una variazione compresa tra 25° ai 34°. Alcune parti del condotto sono state scavate da cercatori di tesori.
Il condotto meridionale è diverso in apparenza. Il suo imbocco è più grande, circa 45 cm di larghezza per 60 di altezza, ma le dimensioni si riducono dopo poco. La lunghezza totale del condotto meridionale è di circa 53 m e sale con un angolo di circa 39° per la maggior parte della sua lunghezza.
Attualmente in uno dei condotti è stata installata una ventola per cercare di far circolare aria nella piramide, altrimenti viziata dalla presenza dei turisti.

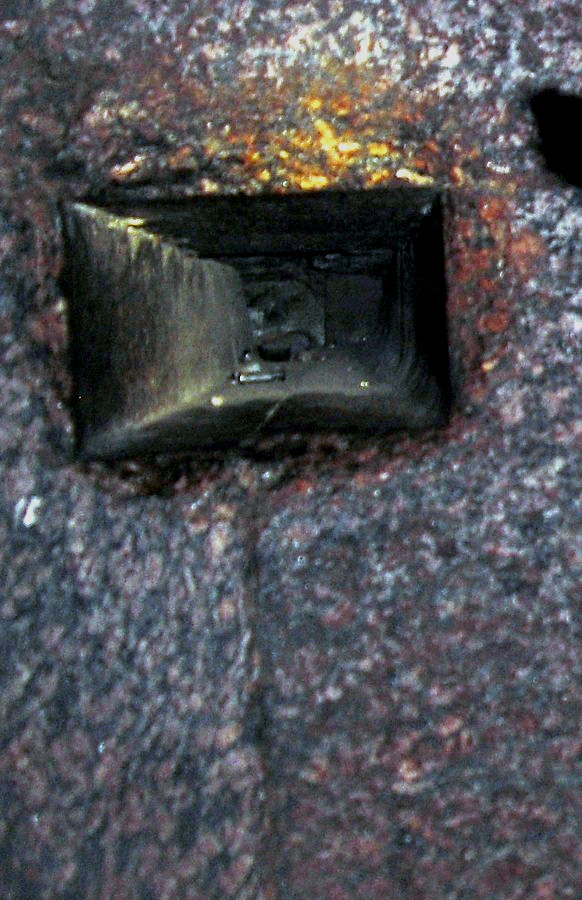
Imbocco del condotto settentrionale

## Il complesso piramidale

### Il tempio funerario

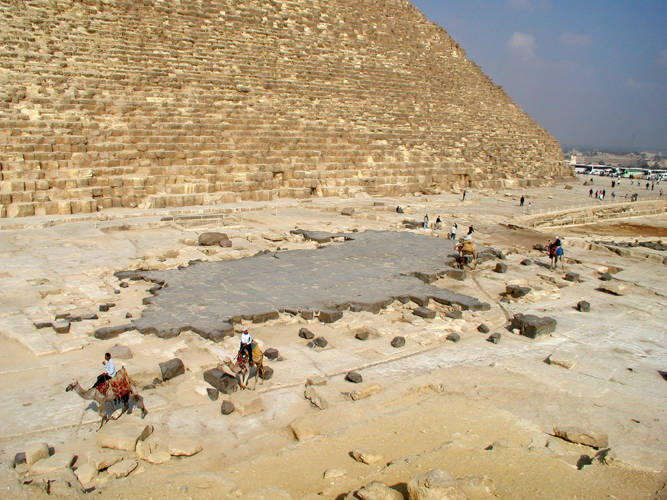
Lastricato del tempio funerario di Cheope

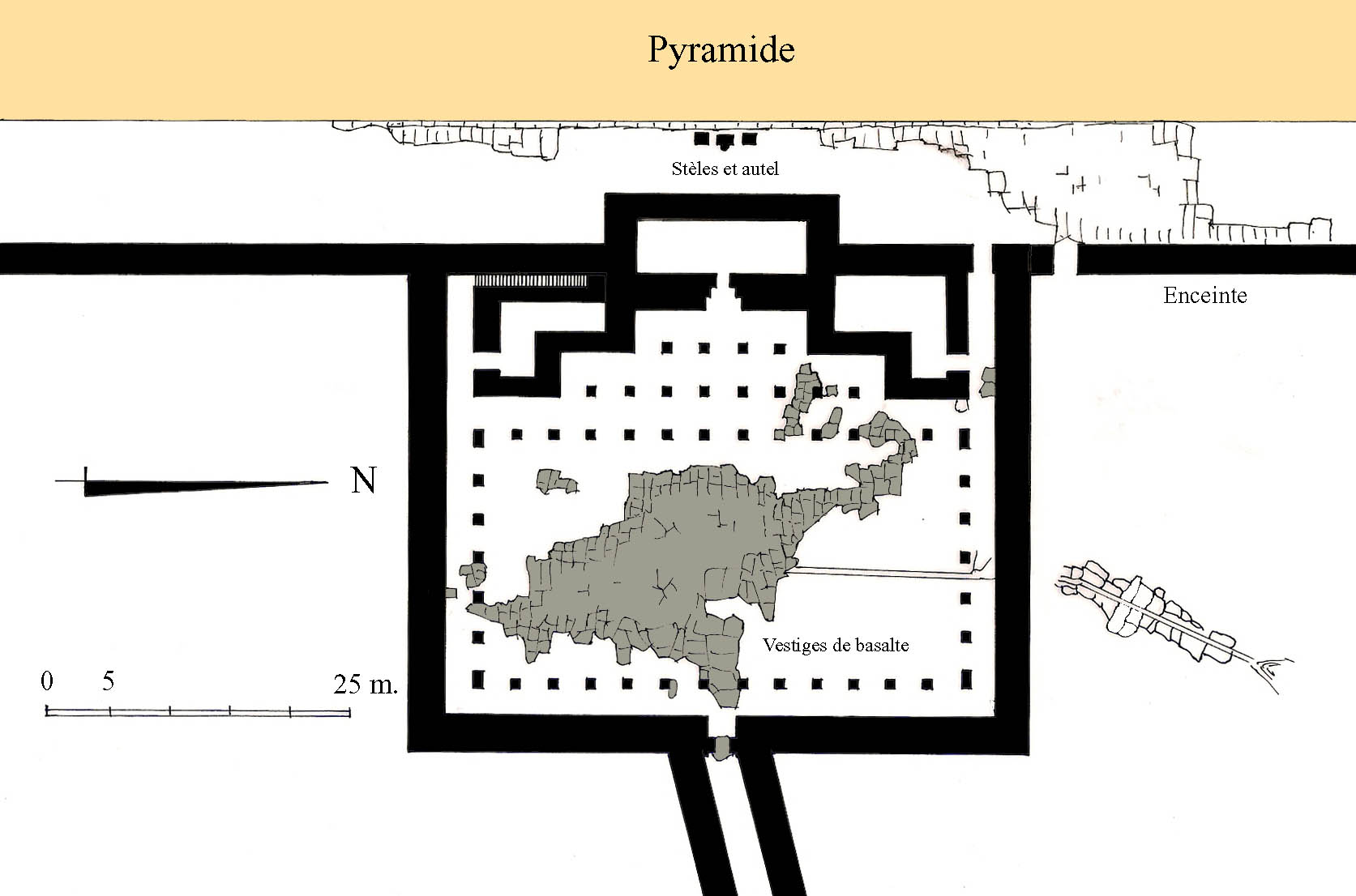
Planimetria del tempio funerario di Cheope

Il Tempio funerario o cultuale, dedicato al culto del sovrano e da non confondere con la piramide satellite o cultuale, ci è pervenuto totalmente privo di muratura, ma è possibile ricostruirlo per mezzo delle fondamenta.
Edificato a est, alla fine della rampa processionale, che presenta una lieve deviazione del tragitto, era vicino al lato della piramide, ma come tutti i templi funerari risalenti alla IV dinastia non comunicava con essa.
Le dimensioni erano di circa 52 metri per 40,30, i muri perimetrali avevano uno spessore di oltre 3 metri e presentava all'ingresso un portale con due battenti; dal portale si accedeva ad un grande cortile a peristilio con il porticato formato da colonne quadrate in granito; la pavimentazione formata da spesse lastre di basalto è fornita di canali per lo smaltimento delle acque.
Purtroppo la parte ad ovest del tempio è andata completamente distrutta per l'edificazione di una tomba a pozzo neanche terminata verosimilmente di età saitica.
Tra il tempio e la piramide vi è un elevato terrazzamento e numerose sono le ipotesi sulla ricostruzione della zona di culto, ma i rilievi architettonici propendono per due alte stele con in mezzo una tavola delle offerte e due scalinate laterali.

### La rampa processionale ed il tempio a valle
La Rampa processionale, citata da Erodoto, univa il Tempio a valle al Tempio funerario è 
presente ancora a piccoli tratti e studi effettuati nel 1990, hanno dimostrato che era lunga più di 800 metri e larga in media 10 metri.
Doveva essere decorata sui muri laterali come testimoniano alcuni frammenti ritrovati nella parte iniziale, verso il Tempio a Valle.
Poche tracce sono rimaste del Tempio a valle, le cui pietre servirono già in passato per edificare, come sopra accennato, il complesso piramidale di Amenemhat I, sui cui blocchi sono stati ritrovati i cartigli di Cheope
Ma alcune di queste pietre sono state ritrovate anche nel villaggio di Nazlet el-Samman che è sorto proprio sopra il tempio e, in particolare, è tornata alla luce parte della pavimentazione in basalto

### Il peribolo
Il peribolo, già a partire dalla IV dinastia, appare estremamente ridotto e circonda sui quattro lati solo la piramide delimitando con il muro perimetrale di cinta l'area sacra, detta cortile (perimetrale), da quella profana.
Il muro perimetrale dista dalla piramide una decina di metri, risulta largo circa 3,50 metri e aveva le pareti inclinate intonacate con la sommità arrotondata, detta a dorso d'asino, ma l'altezza non può essere definita residuando solo pochi resti.
Il cortile era pavimentato con lastre di calcare bianco.

## La costruzione della piramide

### Hemiunu, il costruttore
Hemiunu era figlio del principe Nefermaat e della sua consorte Itet; Nefermaat e Cheope erano entrambi figli avuti dal faraone Snefru, ma da due mogli diverse. Hemiunu era quindi nipote di Cheope, e sotto il suo regno era il "Visir", cioè il più alto dignitario, responsabile dei lavori reali. A lui si attribuisce la prima fase della costruzione della Grande Piramide di Giza.

## Dati principali
Le dimensioni originarie possono solo essere stimate, in quanto lo strato di copertura è andato perduto:
- altezza originale = circa 147,03 m[49];
- altezza attuale = circa 137 m;
- lato di base in origine = circa 231,08 m[49];
- volume = 2 617 034 metri cubi[49];
- 1 cubito reale = 0,525 m;
- angolo di base = 51º 50' 40".[2]